# Linux Mint
Linux Mint ist eine Linux-Distribution für PC in zwei parallel verfügbaren Ausgaben. Die Hauptausgabe, einfach Linux Mint genannt, basiert auf der Linux-Distribution Ubuntu und ist in drei Editionen verfügbar, nämlich mit der jeweiligen Desktop-Umgebung als Cinnamon-, MATE- und Xfce-Edition. Die zweite Ausgabe, LMDE (Linux Mint Debian Edition), beruht auf Debian und enthält als Desktop-Umgebung nur Cinnamon. Maintainer für Linux Mint und LMDE ist Clément Lefèbvre.

## Historie
Linux Mint wurde im Jahr 2006 aus Ubuntu abgezweigt, um beliebte und frei verfügbare Software besser in eine Distribution zu integrieren. Als Gründer gilt Clement Lefebvre. Neben quelloffener freier Software sollte dies vor allem auch für proprietäre, nicht-freie, aber beliebte Software wie z. B. Adobe Flash oder die überwiegende Zahl von Multimedia-Codecs (wie MP3 oder H.264) gelten. In der sehr populären Mutterdistribution Ubuntu dagegen wurde – zum damaligen Zeitpunkt – freie und nicht-freie Software aus politischen und ideologischen Gründen strikt voneinander getrennt; nicht-freie Software wurde in ein optionales Zusatzangebot ausgelagert.
Linux Mint hatte mit diesem zunächst an beliebter nicht-freier Software orientierten integrativen Konzept Erfolg. Damit erweiterten sich aber auch die selbstgesteckten Ziele und Ambitionen.
Im Mai 2014 entschieden sich die Entwickler von Linux Mint, der Stabilität und Integration aller Komponenten noch größeres Gewicht als vorher zu geben. Seit Mai 2014 beruhen sämtliche Linux-Mint-Veröffentlichungen nur noch auf der aktuellen Ubuntu-Long-Term-Support-Codebasis (LTS). Die Debian-Editionen beruhen seit August 2014 ebenfalls auf der jeweiligen Debian-stable-Codebasis. Dies soll eine hohe Stabilität beider Ausgaben und damit Vorbedingungen für eine besonders gute Integration aller Komponenten in Linux Mint gewährleisten. Gleichzeitig versprachen die Entwickler, die wesentlichen und für Endanwender wichtigen Desktop-Programme trotz der stabilisierten Codebasis von Zeit zu Zeit zu aktualisieren. Die zweite Veröffentlichung unter den neuen Regeln, Linux Mint 17.1 Rebecca, brachte Ende November 2014 neuere Versionen der wichtigsten Anwenderprogramme mit.

## Konzept
Als Fenster zum Anwender setzt Linux Mint auf den Einsatz eigens entwickelter Desktop-Umgebungen wie Cinnamon. Damit soll der erreichte Grad der Integration innerhalb der Distribution dem Nutzer in einfacher und benutzerfreundlicher Form zugänglich gemacht werden. Cinnamon startete als Fork der Gnome Shell, um eine Benutzeroberfläche zu schaffen, die moderne Konzepte von Gnome 3 mit der traditionellen Bedienung von Gnome 2 verbindet. Auch an der Entwicklung von MATE, der Weiterentwicklung der 2010 eingestellten Benutzeroberfläche Gnome 2, sind die Entwickler beteiligt. Linux Mint ist eine der wenigen Distributionen, die ihre bevorzugten Desktop-Umgebungen auf der Basis der eigenen Bedürfnisse und zum Erreichen der selbstgesteckten Ziele eigens entwickeln.
Das Gesamtpaket nach den Regeln des neuen Konzeptes vom Mai 2014 inklusive einer stabilen Codebasis, Integration aller Komponenten, Updates wichtiger Anwender-Programme, Benutzerfreundlichkeit und Desktop-Umgebungen wird – mit Abstrichen bei der Bereitstellung der neuesten Anwenderprogramme – von Fachmedien (u. a. The Register, Ars Technica) von sehr gut bis teils enthusiastisch bewertet.

## Umfang der Distribution

### Allgemein
Linux Mint enthält im Gegensatz zu den im Hauptteil nur aus freier Software bestehenden Linux-Distributionen Ubuntu und Debian bereits Codecs für verschlüsselte DVDs, MP3 oder DivX sowie Plug-ins wie Oracle Java. Zudem ist NDISwrapper für die Unterstützung von WLAN-Karten ohne eigenen Linux-Treiber vorinstalliert und es gibt einige Programme und Anleitungen, um die Kommunikation mit Windows-Systemen auf dem gleichen oder anderen Computern zu vereinfachen. Technisch benutzt man die Paketquellen von Ubuntu bzw. Debian (letzteres für LMDE) sowie eine weitere eigene mit den veränderten und zusätzlichen Paketen. Dadurch sind für die Benutzer von Linux Mint alle Aktualisierungen von Ubuntu bzw. Debian ebenfalls verfügbar.
Zur Software, die spezifisch für Linux Mint entwickelt wurde und wird, gehören die Desktop-Umgebung Cinnamon und die MintTools, die unter anderem das Systemmenü MintMenu enthalten. Dieses ist im Aufbau angelehnt an die Menüs des SUSE Linux Enterprise Desktop (SLED) oder auch von Microsoft Windows Vista. Besonderheiten sind hier die Möglichkeit, das Menü selbst zu durchsuchen, Optionen, um sowohl zuletzt genutzte Dateien und Ordner als auch ausgewählte Ordner anzuzeigen und um favorisierte Programme prominent zu platzieren. Dazu gibt es unter dem Namen Romeo ein Paketverzeichnis nach Art von Debian unstable, aus dem die selbst entwickelten Programme (wie die Komponenten der Desktop-Umgebungen Cinnamon und MATE) erst in die beiden Ausgaben Linux Mint und LMDE übernommen werden, wenn sich diese als hinreichend stabil erwiesen haben.
Beide Ausgaben von Linux Mint – die Hauptausgabe und LMDE – lagen bis einschließlich Linux Mint 19 sowohl in einer 32-Bit- als auch einer 64-Bit-x86-Version vor. Seit Linux Mint 20 werden von der Hauptausgabe nur noch 64-Bit-Versionen bereitgestellt, LMDE ist mit Version 6 weiterhin zusätzlich als 32-Bit-Version verfügbar.
Für die Installation besteht die Wahl zwischen mehreren DVD-Installationspaketen (mittels herunterladbarer ISO-Dateien), die jeweils eine andere vorkonfigurierte Desktop-Umgebung mitbringen.

### Desktop-Umgebungen
Als offizielle Desktop-Umgebungen der Hauptausgabe von Linux Mint werden wahlweise Cinnamon, MATE und Xfce ausgeliefert. LMDE wird ausschließlich mit Cinnamon vorkonfiguriert angeboten. Alle anderen Desktop-Umgebungen lassen sich in beiden Ausgaben von Linux Mint immer auch mittels Paketverwaltung nachträglich installieren, dann allerdings ohne ausgefeilte Vorkonfiguration.
Darüber hinaus war bis einschließlich Version 18.3 auch eine Variante mit KDE verfügbar. Einige Systemanwendungen von Gnome 2 finden sich in MATE und Cinnamon als eigene Abspaltungen wieder:
| Funktion             | Gnome                       | Cinnamon        | MATE          |
| -------------------- | --------------------------- | --------------- | ------------- |
| Dateimanager         | Nautilus                    | Nemo            | Caja          |
| Bildbetrachter       | Eye of GNOME                | xviewer (X-App) | Eye of MATE   |
| Fotoorganisation     | gThumb                      | pix (X-App)     |               |
| Dokumentenbetrachter | Evince                      | xreader (X-App) | Atril         |
| Terminalemulation    | Gnome Terminal              | Gnome Terminal  | MATE Terminal |
| Archivverwalter      | File Roller/Archive Manager | File Roller     | Engrampa      |
| Texteditor           | gedit                       | xed (X-App)     | pluma         |
| Fenstermanager       | Metacity/Mutter             | Muffin          | Marco         |
| Medienspieler        | Totem/Gnome Videos          | xplayer (X-App) |               |

#### Cinnamon
Um den Nutzern die neuen Funktionen von Gnome 3, aber auch ein vertrautes Aussehen des Desktops anzubieten, wurden die Mint Gnome Shell Extensions (MGSE) eingeführt, die eine Taskleiste sowie ein Startmenü bereitstellen. Da es sich bei den MGSE lediglich um Plugins der Gnome-Shell handelte, stießen sie bald an ihre Grenzen. Deshalb wurde beschlossen, die MGSE in einen Fork der Gnome-Shell mit dem Namen Cinnamon (englisch für Zimt) umzuwandeln, der ab Version 13 von Linux Mint eingebettet wurde.

#### MATE
Bis einschließlich Version 11 von Linux Mint wurde mit Gnome 2 nur eine Desktop-Umgebung verwendet. Der Versionssprung auf Gnome 3 war mit größeren Veränderungen verbunden. Um verschiedenen Bedürfnissen gerecht zu werden, kam es zu einer Aufspaltung, bei der MATE als Fork von Gnome 2 weiterentwickelt wird, während Cinnamon Gnome 3 integrierte.

#### Xfce
Die Xfce-Edition beinhaltet ähnlich der Cinnamon- und der MATE-Edition die X-Apps.

### Systemanforderungen
| 64-Bit              | Linux Mint                 | Linux Mint                 | LMDE             | LMDE             |
|                     | Minimum                    | Empfohlen                  | Minimum          | Empfohlen        |
| ------------------- | -------------------------- | -------------------------- | ---------------- | ---------------- |
| Arbeitsspeicher     | 2 GB                       | 4 GB                       | 2 GB             | 4 GB             |
| Festplattenplatz    | 20 GB                      | 100 GB                     | 20 GB            | 100 GB           |
| Bildschirmauflösung | 1024 × 768                 | >1024 × 768                | 1024 × 768       | >1024 × 768      |
| 32-Bit              | Linux Mint bis 19.3 Tricia | Linux Mint bis 19.3 Tricia | LMDE             | LMDE             |
|                     | Minimum                    | Empfohlen                  | Minimum          | Empfohlen        |
| Arbeitsspeicher     | 512 MB                     | 1 GB                       | 1 GB             | 2 GB             |
| Festplattenplatz    | 9 GB                       | 20 GB                      | 15 GB            | 20 GB            |
| Bildschirmauflösung | 800 × 600                  | 1024 × 768                 | 800 × 600        | 1024 × 768       |
| Prozessor ohne PAE  | nicht unterstützt          | nicht unterstützt          | voll unterstützt | voll unterstützt |

Die genannten Zahlen gelten für die Desktop-Umgebungen MATE und Cinnamon. Den geringsten Hauptspeicherverbrauch aller Editionen zeigen LMDE MATE und LMDE Cinnamon mit 282–285 MB direkt nach der Installation (Stand 2014).
Ab Linux Mint Version 20 ist die 64-Bit-Prozessorarchitektur x64 (AMD64 und Intel 64) Voraussetzung. Bis Version 19.3 wurde auch die 32-Bit-x86-Architektur unterstützt, allerdings nur mit Physical Address Extension (PAE). PAE ist bei x86-Prozessoren ab i686 normalerweise vorhanden, also ab dem Pentium Pro bzw. Pentium II von Intel bzw. dem Athlon von AMD. Wenige ältere Prozessoren wie der Pentium M „Banias“ aus der Zeit 2003/2004 machen ihre Unterstützung für PAE nicht kenntlich, wobei seit Linux Mint „Qiana“ und „Rebecca“ ein Parameter für den Linux-Kernel funktioniert, der PAE manuell aktiviert und daher für betroffene Systeme die Installation und den Betrieb ermöglicht.
Alle x86-Prozessoren vor dem Pentium Pro bzw. dem Athlon unterstützen PAE grundsätzlich nicht. Für diese Prozessoren ist die Hauptausgabe von Linux Mint ab Version 17.2 ungeeignet. Die „Linux Mint Debian Edition“ hingegen unterstützt in der 32-Bit-Version Prozessoren ohne PAE „out-of-the-box“. LMDE ist eine der wenigen verbliebenen Möglichkeiten, ältere Rechner mit solchen Prozessoren mit einem aktuellen Betriebssystem auszustatten.

## Linux Mint (Hauptausgabe)
Seit 2014 beziehungsweise ab Linux Mint 17 basieren alle Versionen der Hauptausgabe ausschließlich auf LTS-Versionen von Ubuntu, die alle zwei Jahre veröffentlicht werden – die Codebasis von Linux Mint basiert daher immer für zwei Jahre auf der aktuellen Ubuntu-LTS-Version. Frühere Linux-Mint-Versionen basierten hingegen auf den halbjährlich veröffentlichten regulären Ubuntu-Ausgaben.
Neben den zweijährlichen großen Distributionsupdates gibt es bis zum Erscheinen der nächsten Ubuntu-LTS-Version jeweils drei Zwischenversionen von Linux Mint. Diese erscheinen etwa im Abstand von sechs Monaten, da sie den sogenannten Point-Releases von Ubuntu folgen. Damit erhalten die Nutzer alle fehlerbereinigten Versionen von Programmen derselben Ubuntu-LTS-Codebasis über einen vereinfachten Upgrade-Mechanismus, zusammengefasst als neue Unterversion. Für Neuinstallationen werden aktualisierte Abbilder (ISO-Images) veröffentlicht.
Zudem können diese Zwischenversionen bei Linux Mint, im Gegensatz zur LTS-Basis, auch neuere Hauptversionen der Mint-Eigenentwicklungen (wie Cinnamon) sowie neue Versionen einer begrenzten Auswahl besonders populärer Programme und des Linux-Kernels enthalten. Auf neuere Hardware-Treiber und damit eine zukunftsfähigere Gerätekompatibilität müssen Nutzer nicht verzichten, dafür gibt es einen von Ubuntu entwickelten automatischen Updatemechanismus, der dem Anwender geeignete Treiber zur Verfügung stellt.

### Versionsgeschichte
Die hier aufgelisteten Versionen beziehen sich ausschließlich auf die Hauptausgabe von Linux Mint, die am Erscheinungstag für gewöhnlich zunächst mit den Editionen mit den vorkonfigurierten Desktop-Umgebungen Cinnamon und MATE erscheinen. Alle weiteren Editionen der Hauptausgabe folgen zumeist in den nächsten Wochen. Die nichtnumerischen Codenamen der jeweils etwa halbjährlichen Veröffentlichungen sind weibliche Vornamen mit Endung „a“, deren Anfangsbuchstaben alphabetisch fortlaufend sind.
| Version | Codename  | Basis                              | LTS | Veröffentlichung   | Supportende  | Kernel   | Anmerkungen / Neuerungen |
| --- | --------- | ---------------------------------- | --- | ------------------ | ------------ | -------- | --- |
| 1.0 | Ada       | Kubuntu 6.06                       | ✘   | 27. August 2006    | —            | 2.6.15   | Erste Version |
| 2.0 | Barbara   | Ubuntu 6.10                        | ✘   | 13. November 2006  | April 2008   | 2.6.17   | |
| 2.1 | Bea       | Ubuntu 6.10                        | ✘   | 20. Dezember 2006  | April 2008   | 2.6.17   | Diverse Detailverbesserungen, insbesondere im Bereich WLAN |
| 2.2 | Bianca    | Ubuntu 6.10                        | ✘   | 20. Februar 2007   | April 2008   | 2.6.17   | Neues Menü und Konfigurationsprogramm nach dem Vorbild von SLED |
| 3.0 | Cassandra | Ubuntu 7.04                        | ✘   | 30. Mai 2007       | Oktober 2008 | 2.6.20   | |
| 3.1 | Celena    | Ubuntu 7.04                        | ✘   | 24. September 2007 | Oktober 2008 | 2.6.20   | Diverse Detailverbesserungen; neue (schwarze) Standardoptik; keine automatische Aktualisierung mehr |
| 4.0 | Daryna    | Ubuntu 7.10                        | ✘   | 15. November 2007  | April 2009   | 2.6.22   | Diverse Detailverbesserungen; die von Ubuntu übernommene halb-automatische Aktualisierungsfunktion wurde komplett entfernt und durch das systemeigene Tool mintUpdate ersetzt, das die Aktualisierungen in verschiedene Vertrauensstufen kategorisiert und dem Nutzer damit die Aktualisierung erleichtern soll |
| 5 | Elyssa    | Ubuntu 8.04                        | ✔   | 9. Juni 2008       | April 2011   | 2.6.24   | Verbesserung von mintMenu (u. a. neue Programm-Deinstallationsfunktion), mintInstall (Unterstützung für das Software-Portal GetDeb.net) und mintUpdate; erste Version mit PulseAudio |
| 6 | Felicia   | Ubuntu 8.10                        | ✘   | 15. Dezember 2008  | April 2010   | 2.6.27   | Die Light Edition heißt nun Universal Edition und wird neu als Live-DVD (und nicht mehr Live-CD) veröffentlicht; neuer Software Manager mit Bildschirmfotos und Benutzer-Rezensionen; Gufw Firewall; mint4win ein auf Wubi von Ubuntu basierender Windows-Installer |
| 7 | Gloria    | Ubuntu 9.04                        | ✘   | 26. Mai 2009       | Oktober 2010 | 2.6.28   | |
| 8 | Helena    | Ubuntu 9.10                        | ✘   | 28. November 2009  | April 2011   | 2.6.31   | |
| 9 | Isadora   | Ubuntu 10.04                       | ✔   | 18. Mai 2010       | April 2013   | 2.6.32   | |
| 10 | Julia     | Ubuntu 10.10                       | ✘   | 12. November 2010  | April 2012   | 2.6.35   | |
| 11 | Katya     | Ubuntu 11.04                       | ✘   | 26. Mai 2011       | Oktober 2012 | 2.6.38   | Die in Ubuntu 11.04 neu eingeführte grafische Oberfläche Unity wird nicht verwendet, stattdessen wird weiterhin auf Gnome 2.32 gesetzt. Sowohl Unity als auch die Gnome Shell aus der Gnome-3-Serie sind in den Repositories enthalten und können auf Wunsch zusätzlich installiert werden. |
| 12 | Lisa      | Ubuntu 11.10                       | ✘   | 26. November 2011  | April 2013   | 3.0      | Gnome 2 wird durch den Gnome-2-Fork MATE und ein angepasstes Gnome 3 ersetzt, DuckDuckGo als Standard-Suchmaschine in Firefox. |
| 13 | Maya      | Ubuntu 12.04                       | ✔   | 23. Mai 2012       | April 2017   | 3.2      | Es gibt vier verschiedene Ausgaben mit den Oberflächen KDE, Xfce, MATE sowie der neuen Benutzeroberfläche Cinnamon. Yahoo wird zusätzliche standardmäßig installierte Suchmaschine. |
| 14 | Nadia     | Ubuntu 12.10                       | ✘   | 20. November 2012  | Mai 2014     | 3.5      | Oberflächen MATE 1.4 sowie Cinnamon 1.6, KDE und Xfce, abermals optimiert im Speicherbedarf und mit einer Widget-Funktion. |
| 15 | Olivia    | Ubuntu 13.04                       | ✘   | 29. Mai 2013       | Januar 2014  | 3.8      | X-Server 1.13, Mesa 9.1, Oberflächen Cinnamon 1.8, MATE 1.6, KDE 4.10, Xfce 4.10. |
| 16 | Petra     | Ubuntu 13.10                       | ✘   | 30. November 2013  | Juli 2014    | 3.11     | X-Server 1.14, Mesa 9.2, Oberflächen Cinnamon 2.0 mit vielen Verbesserungen, MATE 1.6, KDE 4.11, Xfce 4.10; Betriebssystemkern: Linux 3.11; Diverse Performance- und Designverbesserungen des Mint Display Managers (MDM 1.4), generelle Geschwindigkeitsoptimierungen bei der Bootzeit, des Benutzerlogins, des Softwarecenters und bei Vollbildanwendungen |
| 17 | Qiana     | Ubuntu 14.04                       | ✔   | 30. Mai 2014       | April 2019   | 3.13     | X-Server 1.15, Mesa 10.1.3, Unterstützung von Cinnamon 2.2 und MDM 1.6 |
| 17.1 | Rebecca   | Ubuntu 14.04                       | ✔   | 29. November 2014  | April 2019   | 3.13     | X-Server 1.15, Mesa 10.1.3, Cinnamon 2.4, Kernel-Informationen werden detaillierter, Wählbare Ordnerfarben, Ordnerembleme, Überarbeitung für Nemo |
| 17.2 | Rafaela   | Ubuntu 14.04                       | ✔   | 30. Juni 2015      | April 2019   | 3.16     | X-Server 1.15, Mesa 10.1.3, Cinnamon 2.6, MATE 1.10, Xfce 4.12 |
| 17.3 | Rosa      | Ubuntu 14.04                       | ✔   | 4. Dezember 2015   | April 2019   | 3.19     | X-Server 1.17, Mesa 10.5.9, Cinnamon 2.8, MATE 1.12, KDE 4.14, Xfce 4.12 |
| 18 | Sarah     | Ubuntu 16.04                       | ✔   | 30. Juni 2016      | April 2021   | 4.4      | X-Server 1.18, Mesa 11.2.0, Cinnamon 3.0, MATE 1.14, KDE Plasma 5, Xfce 4.12 |
| 18.1 | Serena    | Ubuntu 16.04                       | ✔   | 16. Dezember 2016  | April 2021   | 4.4      | Cinnamon 3.2, MATE 1.16, KDE Plasma 5.8 |
| 18.2 | Sonya     | Ubuntu 16.04                       | ✔   | 2. Juli 2017       | April 2021   | (4.8)    | Cinnamon 3.4, MATE 1.18, KDE Plasma 5.8 |
| 18.3 | Sylvia    | Ubuntu 16.04                       | ✔   | 27. November 2017  | April 2021   | 4.10     | Cinnamon 3.6, MATE 1.18, KDE Plasma 5.8 |
| 19 | Tara      | Ubuntu 18.04 LTS (Bionic Beaver)   | ✔   | 29. Juni 2018      | April 2023   | 4.15     | GTK 3.22, Integration von Timeshift |
| 19.1 | Tessa     | Ubuntu 18.04 LTS (Bionic Beaver)   | ✔   | 19. Dezember 2018  | April 2023   | 4.15     | Cinnamon 4.0, Mate 1.20, Xfce 4.12 |
| 19.2 | Tina      | Ubuntu 18.04 LTS (Bionic Beaver)   | ✔   | 2. August 2019     | April 2023   | 4.15     | Cinnamon 4.2, Mate 1.22, Xfce 4.12 |
| 19.3 | Tricia    | Ubuntu 18.04 LTS (Bionic Beaver)   | ✔   | 18. Dezember 2019  | April 2023   | 5.0      | Cinnamon 4.4, Xfce 4.14 |
| 20 | Ulyana    | Ubuntu 20.04 LTS (Focal Fossa)     | ✔   | 27. Juni 2020      | April 2025   | 5.4      | Cinnamon 4.6.6, Mate 1.24, Xfce 4.14 Erste Linux Mint-Version, die nur noch als 64-Bit-Ausgabe veröffentlicht wird. Außerdem wird auf das Ubuntu-Softwarepaket Snap verzichtet. |
| 20.1 | Ulyssa    | Ubuntu 20.04 LTS (Focal Fossa)     | ✔   | 8. Januar 2021     | April 2025   | 5.4      | Cinnamon 4.8, Mate 1.24, Xfce 4.14 |
| 20.2 | Uma       | Ubuntu 20.04 LTS (Focal Fossa)     | ✔   | 8. Juli 2021       | April 2025   | 5.4      | Cinnamon 5.0, MATE 1.24, Xfce 4.16 |
| 20.3 | Una       | Ubuntu 20.04 LTS (Focal Fossa)     | ✔   | 7. Januar 2022     | April 2025   | 5.4      | Cinnamon 5.2, MATE 1.26, Xfce 4.16 |
| 21 | Vanessa   | Ubuntu 22.04 LTS (Jammy Jellyfish) | ✔   | 31. Juli 2022      | April 2027   | 5.15 LTS | Cinnamon 5.4 Der Bluetooth-Manager Blueman ersetzt Blueberry. Enthält ein neu entwickeltes Linux-Mint-Upgrade-Werkzeug mit sprachspezifischer graphischer Oberfläche, welches dem Anwender Upgrades beispielsweise dadurch besonders einfach macht, dass selbst Systemeinstellungen wie individuell ausgewählte Quellserver oder eingebundene PPAs beibehalten und automatisch übernommen werden können. Ebenso wird vor verwaisten Paketen zwar gewarnt, diese müssen aber nicht mehr zwingend entfernt werden. |
| 21.1 | Vera      | Ubuntu 22.04 LTS (Jammy Jellyfish) | ✔   | 20. Dezember 2022  | April 2027   | 5.15 LTS | Cinnamon 5.6.5, modernes Erscheinungsbild und Töne (look and feel). Optional kann ein älteres Design verwendet werden. |
| 21.2 | Victoria  | Ubuntu 22.04 LTS (Jammy Jellyfish) | ✔   | 16. Juli 2023      | April 2027   | 5.15 LTS | Cinnamon 5.8, Xfce 4.18, Verbesserungen im Desktop und Fenster-Management. Der Standard-Bildbetrachter Pix wird erneuert und basiert in seiner Version 3.0 nun auf gThumb 3.12.2. Unterstützung für die Bildformate HEIF und AVIF und für Adobe-Illustrator-Dokumente. Blueman 3.2.4. |
| 21.3 | Virginia  | Ubuntu 22.04 LTS (Jammy Jellyfish) | ✔   | 12. Januar 2024    | April 2027   | 5.15 LTS | Cinnamon 6.0 (neben den bestehenden vier Add-on-Arten („Cinnamon Spices“) in Form von Applets, Desklets, Extensions und Themes kommt eine neue, fünfte Art hinzu: Actions), experimentelle Wayland-Unterstützung, volle Unterstützung für SecureBoot und Kompatibilität mit einer größeren Vielfalt von BIOS- und EFI-Implementierungen, Aktualisierung der Werkzeuge zur ISO-Erstellung, Hypnotix (TV-Viewer-Anwendung) um neue Funktionen erweitert.                                                           |
| 21.3 EDGE | Virginia  | Ubuntu 22.04 LTS (Jammy Jellyfish) | ✔   | 22. Januar 2024    | April 2027   | 6.5      | Neuerer Kernel soll den Start auf neuer Hardware erleichtern. |
| 22.0 | Wilma     | Ubuntu 24.04 LTS (Noble Numbat)    | ✔   | 25. Juli 2024      | 31. Mai 2029 | 6.8      | Cinnamon 6.2, besserer Sprachsupport (dadurch weniger Speicherplatz nötig), Matrix als Ersatz für Hexchat hinzugefügt, Spices Update |
| 22.1 | Xia       | Ubuntu 24.04 LTS (Noble Numbat)    | ✔   | 16. Januar 2025    | 31. Mai 2029 | 6.8      | Cinnamon 6.4, Modernisierung der APT-Abhängigkeiten, Energieeinstellungen, Nachtmodus |
| 22.2 | Zara      | Ubuntu 24.04 LTS (Noble Numbat)    | ✔   |                    | 31. Mai 2029 | 6.14     | Anmeldung durch Fingerabdruck erstmals möglich, Themen aktualisiert, Akzentfarben unterstützt, Wayland-Unterstützung verbessert |
| Legende:Ältere Version; nicht mehr unterstütztÄltere Version; noch unterstütztAktuelle VersionZukünftige Version |           |                                    |     |                    |              |          | |

Ältere Versionen von Linux Mint, als Community Editions bezeichnet, offerierten auch eine speziell für Mint optimierte Desktop-Umgebung LXDE, auf der Lubuntu-Variante von Ubuntu basierend, sowie eine vorkonfigurierte Variante mit Fluxbox. Mittlerweile wird die LXDE-Variante als „inoffizielles Linux Mint“ angeboten.

## LMDE(Linux Mint Debian Edition)
Die Linux Mint Debian Edition, offiziell LMDE, ist eine zweite Ausgabe von Linux Mint. LMDE gleicht in der Philosophie und im Erscheinungsbild der Hauptausgabe von Linux Mint und soll dieselbe Funktionalität bieten, basiert jedoch auf der Distribution Debian. Da Debian wiederum die Distribution ist, auf der Ubuntu basiert (die die Grundlage der Hauptausgabe von Linux Mint darstellt), sind die Unterschiede bei der Codebasis zwischen beiden Ausgaben von Linux Mint nicht immer besonders groß. Dennoch ist LMDE nicht mit Ubuntu kompatibel und verwendet Programmpakete, die aus den Paketverzeichnissen der Distribution Debian entstammen. Ein Cross-Upgrade zwischen beiden Ausgaben von Linux Mint ist damit nicht möglich. Wie die Hauptausgabe von Linux Mint benutzt auch LMDE die Eigenentwicklungen von Linux Mint, u. a. sind dies die Desktop-Umgebungen Cinnamon und MATE.
Einige der Hauptgründe, eine zweite Linux-Mint-Ausgabe – eben LMDE – basierend auf Debian herauszugeben, waren nach Angaben der Entwickler von Linux Mint:
- Reduzierung der Abhängigkeit von Entscheidungen der Ubuntu-Entwickler[117]
- „Unsichere“ Ubuntu-Upgrades[117][118]
- Debian sei „viel schneller als Ubuntu“ („much faster than Ubuntu“)[119]
- Debian benötige weniger Ressourcen als Ubuntu[119]
- Debian bewahre im Gegensatz zu Ubuntu (und einigen weiteren x86-basierten Linux-Distributionen) die Hardware-Kompatibilität mit älteren x86-basierten 32-Bit-Systemen.[120]

LMDE wurde im Anfangsjahr 2010 von den Linux-Mint-Entwicklern zunächst als Experiment angesehen, welches weiter verfolgt wurde, da es eine gute Resonanz fand. LMDE basierte zu dieser Zeit auf Debian testing, einer semi-stabilen Edition von Debian, von der trotz des permanenten Einfließens aktueller Programmpakete eine höhere Stabilität als bei regulären Ubuntu-Veröffentlichungen erwartet wurde. LMDE wurde zunächst als Rolling-Release-Distribution konzipiert, d. h., es flossen permanent neue Programmversionen in das LMDE-Paketverzeichnis ein. Da sich dieses Vorgehen nicht bewährte, ging man 2011 zu einem Semi-Rolling-Release über, mit mindestens einem DVD-Abzug und zwei sogenannten Update Packs im Jahr, um die Integrität der LMDE-Codebasis auf den Rechnern der LMDE-Nutzer zu gewährleisten. Im März 2014 erschien das finale Update-Pack für LMDE (Update Pack 8 bzw. LMDE 201403); es wird keine weiteren Updates aus Debian testing mehr geben. Stattdessen wurde LMDE aufgewertet.
Am 10. April 2015 erschien LMDE 2.0 (Codename „Betsy“), das auf dem zu dieser Zeit aktuellen Debian stable (Debian 8.0 „Jessie“) basiert. Debian stable erhält ebenfalls LTS-Support, ähnlich wie Ubuntu LTS. Damit vollzog LMDE einen sehr ähnlichen Schwenk hin zu stabilen Paketquellen wie die Hauptausgabe von Linux Mint. Die grundsätzlichen Vorteile der Nutzung von Debian gegenüber Ubuntu (wie die Schnelligkeit, Stabilität) sollen dabei erhalten bleiben. Im Unterschied zur Mutterdistribution Debian 8.0 „Jessie“ ist bei LMDE 2.0 das init-System SysVinit voreingestellt.
Zusätzlich soll es in zukünftigen Zwischenversionen von LMDE 2.x Sicherheitsupdates und fehlerbereinigte Versionen sowie allgemein größere Updates bei populären Anwendungen geben. Außerdem werden periodisch Treiber für neue Hardware zusammen mit fehlerbereinigten Linux-Kerneln zur Verfügung gestellt, um eine maximale Hardware-Kompatibilität sicherzustellen. LMDE 2.x nutzt dafür den regulären Update-Mechanismus von Debian stable, der nur Sicherheitsaktualisierungen vorsieht. Neue Versionen von Anwendungen stellte das Mint-Projekt selbst bisher vom Webbrowser Mozilla Firefox, dem E-Mail-Client Mozilla Thunderbird und den systemeigenen Hilfsprogrammen zur Verfügung; zudem wird die Desktop-Umgebung zeitnah auf die jeweils aktuelle Version aktualisiert. Aktualisierungen des Kernels und weiterer Anwendungen, die über reine Sicherheitsupdates hinausgehen, muss der Anwender aus dem Backport-Repository des Debian-Projektes beziehen und sein System entsprechend konfigurieren.
Am 13. März 2017 stellte das Mint-Projekt neue ISO-Abbilder für LMDE 2.0 (keine neue Versionsnummer) zur Verfügung, die alle bisher erschienenen Updates für die vorkonfigurierte Software-Auswahl enthalten. Die Desktop-Umgebung Cinnamon liegt jetzt in Version 3.2 vor.
Basierend auf den jeweils aktuellen Versionen von Debian wurden die neuen Versionen von LMDE veröffentlicht. Upgrades sind jeweils ohne Neuinstallation möglich.

### Versionsgeschichte
Die hier aufgelisteten Versionen beziehen sich ausschließlich auf die periodisch freigegebenen ISO-Installationsdateien der „Linux Mint Debian Edition“ (LMDE) von Linux Mint. Eine echte Versionsnummerierung mit Codenamen begann erst 2015. Ab 2012 erschienen am jeweiligen Erscheinungstag zwei 32-Bit- und 64-Bit-Editionen mit den vorkonfigurierten Desktop-Umgebungen Cinnamon und MATE. Mit LMDE 3 entfielen die beiden MATE-Editionen.
| Version                                                | Codename | Basis                   | Veröffentlichung   | Supportende  | Anmerkungen / Neuerungen |
| ------------------------------------------------------ | -------- | ----------------------- | ------------------ | ------------ | --- |
| LMDE                                                   | —        | Debian testing „Wheezy“ | 7. September 2010  |              | Erste Veröffentlichung, mittels einer 32-Bit-ISO-Datei. |
| LMDE 201012                                            | —        | Debian testing „Wheezy“ | 24. Dezember 2010  |              | Eine 64-Bit-ISO-Datei kommt; zusätzlich zur 32-Bit-ISO-Datei. |
| LMDE 201109                                            | —        | Debian testing „Wheezy“ | 16. September 2011 |              | Enthält die Update Packs „1“ und „2“ und stellt die Kompatibilität mit Non-PAE-Prozessoren sicher. |
| LMDE 201204                                            | —        | Debian testing „Wheezy“ | 24. April 2012     |              | Enthält die Update-Packs „3“ und „4“, wobei letzteres erstmals Cinnamon und MATE mitbrachte. Erstmals werden vier ISOs veröffentlicht, mit MATE oder Cinnamon als vorkonfigurierter Desktop-Umgebung, je einmal 32-bit und 64-bit. |
| LMDE 201303                                            | —        | Debian testing „Jessie“ | 22. März 2013      |              | Enthält die Update-Packs „5“ und „6“. |
| LMDE 201403                                            | —        | Debian testing „Jessie“ | 2. März 2014       |              | Enthält die Update-Packs „7“ und „8“. Cinnamon kommt in einer neuen Version 2.0 und verlangt während der Installation erstmals mehr als 500 MB (768 MB). Verzicht auf weitere Update-Packs, keine Semi-rolling-Updates mehr.       |
| LMDE 2.0                                               | Betsy    | Debian 8.0 „Jessie“     | 10. April 2015     |              | Erste Version, die auf der Referenzdistribution Debian stable beruht. Enthält Cinnamon 2.4. |
| Ältere Version; nicht mehr unterstützt:                | Betsy    | Debian 8.0 „Jessie“     | 13. März 2017      |              | Aktualisierte Installationsmedien mit allen bisher erschienenen Updates. Enthält Cinnamon 3.2. |
| LMDE 3.0                                               | Cindy    | Debian 9.0 „Stretch“    | 31. August 2018    |              | Enthält Cinnamon 3.8 |
| LMDE 4.0                                               | Debbie   | Debian 10 „Buster“      | 20. März 2020      |              | Cinnamon 4.4.8 |
| LMDE 5                                                 | Elsie    | Debian 11 „Bullseye“    | 20. März 2022      | 1. Juli 2024 | Kernel 5.10, Cinnamon 5.2.7 |
| LMDE 6                                                 | Faye     | Debian 12 „Bookworm“    | 27. September 2023 |              | Kernel 6.1, Cinnamon 5.8.4 |
| LMDE 7                                                 | Gigi     | Debian 13 „Trixie“      |                    |              | OEM-Installation möglich |
| Legende:Alte VersionAktuelle VersionZukünftige Version |          |                         |                    |              | |

## Edge-Version
Durch Nutzung der LTS-Versionen von Ubuntu bzw. Debian als Grundlage liefert Mint standardmäßig ältere Kernel-Versionen aus. Dies führt in manchen Fällen dazu, dass besonders neue Hardware nicht ab Werk unterstützt wird. Aus der Mint-Community heraus ist daher eine inoffizielle Edge-Version entstanden, die mit den neuesten Kernel-Versionen arbeitet und mittlerweile ihren Weg auf die offizielle Linux Mint Website gefunden hat.

## Kritik

### Mint-Update
Vor Linux Mint 19 (Veröffentlichung im Juni 2018) wurden in der mitgelieferten Aktualisierungsverwaltung mintUpdate vorhandene Aktualisierungen zentraler Kernkomponenten (u. a. X.Org-Server, Systemd/Upstart, Linux-Kernel, GRUB) ausgeblendet. Dieses Verhalten schloss auch Sicherheitsaktualisierungen mit ein, wodurch ein mit Standardeinstellungen betriebenes System dauerhaft bekannte Sicherheitslücken aufwies.
Dies führte ab November 2013, ausgelöst durch kritische Beiträge von Entwicklern der Mutterdistribution Ubuntu, zu einer Kontroverse um die Sicherheit von Linux Mint. Linux Mint verteidigte dieses Verhalten mit der Begründung, dass die Abwägung von Stabilität und Sicherheit bei Linux Mint „ein zu konfigurierendes Merkmal“ sei und Linux Mint in den Standardeinstellungen den Fokus auf Stabilität statt Sicherheit legen wolle.
Bis Linux Mint 17.3 wurden derartige Sicherheitsaktualisierungen standardmäßig ausgeblendet. Ab Juni 2016 (Linux Mint 18) wurde der Benutzer bei erstmaliger Nutzung von mintUpdate gebeten, eine „Aktualisierungsrichtlinie“ auszuwählen, bei der „unerfahrenen Benutzern“ Sicherheitsaktualisierungen weiterhin ausgeblendet wurden. Mit der Überarbeitung von mintUpdate im Juli 2017 (Linux Mint 18.2) wurden Sicherheitsaktualisierungen zwar standardmäßig angezeigt, allerdings nicht automatisch zur Installation ausgewählt. Mit Linux Mint 19 (Juni 2018) wurde, zusammen mit Einführung der Snapshot-Funktion, mintUpdate stark überarbeitet. Seither werden alle Aktualisierungen automatisch zur Installation ausgewählt. Zudem ist nun auch eine vollautomatische Aktualisierung des Systems ohne Zutun des Nutzers möglich.

### Linux-Mint-Hack
Am 20. Februar 2016 wurde die Website von Linux Mint angegriffen. Hierbei wurden Download-Links zu ISO-Abbildern der Distribution manipuliert, so dass einige Ausgaben der Linux-Mint-17.3-Cinnamon-Edition an diesem Tag mit einer Backdoor ausgeliefert wurden. Zudem wurden über 70.000 Forenkonten gekapert, wodurch für Forennutzer, deren Forenkennwort mit ihrem E-Mail-Kennwort oder ihrem auf einer anderen Website genutzten Kennwort identisch war, ein weiteres Risiko bestand.
Als Reaktion auf die Angriffe wurden zum Schutz viele Einschränkungen auf den Servern von Linux Mint eingerichtet und die meisten Websites des Projektes auf HTTPS umgestellt. Die Verifikation der ISO-Abbilder soll durch Veröffentlichung von SHA-256-Prüfsummen und GPG-Informationen präziser werden. Kritiker warfen den Projektbetreibern vor, zu spät auf die Probleme reagiert zu haben und nicht genügend Maßnahmen ergriffen zu haben, um einen erneuten Angriff zu vereiteln.

### Proprietäre und unfreie Bestandteile
Von Vertretern der Free Software Foundation, insbesondere von Richard Stallman, wird Linux Mint wegen seines Umgangs mit proprietären Betriebssystembestandteilen kritisiert. Da Linux Mint keine Richtlinie gegen die Aufnahme unfreier Software hat, liefert es unfreie Programme, Codecs und Binärblobs in Treibern des Betriebssystemkerns aus, was von Befürwortern der Freie-Software-Bewegung als Einschränkung der Freiheit des Benutzers gesehen wird. Die Projektbetreiber reagierten auf die Kritik, indem sie ab der Version Linux Mint 18 einige Codecs nicht mehr standardmäßig mit ausliefern, sondern diese, ähnlich wie bei Ubuntu, über die Paketquellen zur Installation anbieten.

## Galerie

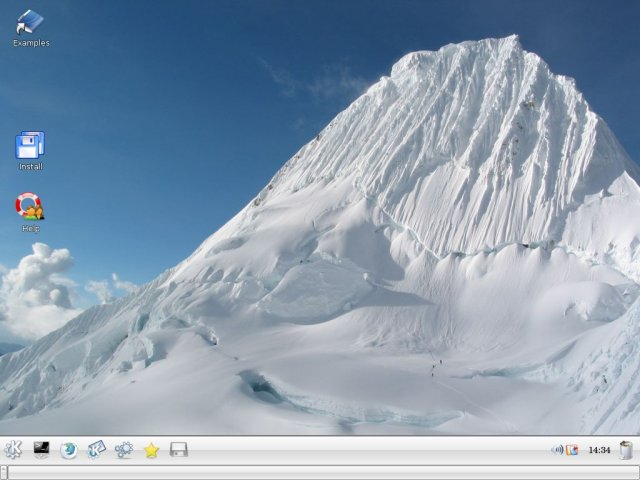
Linux Mint 1.0 (Ada)
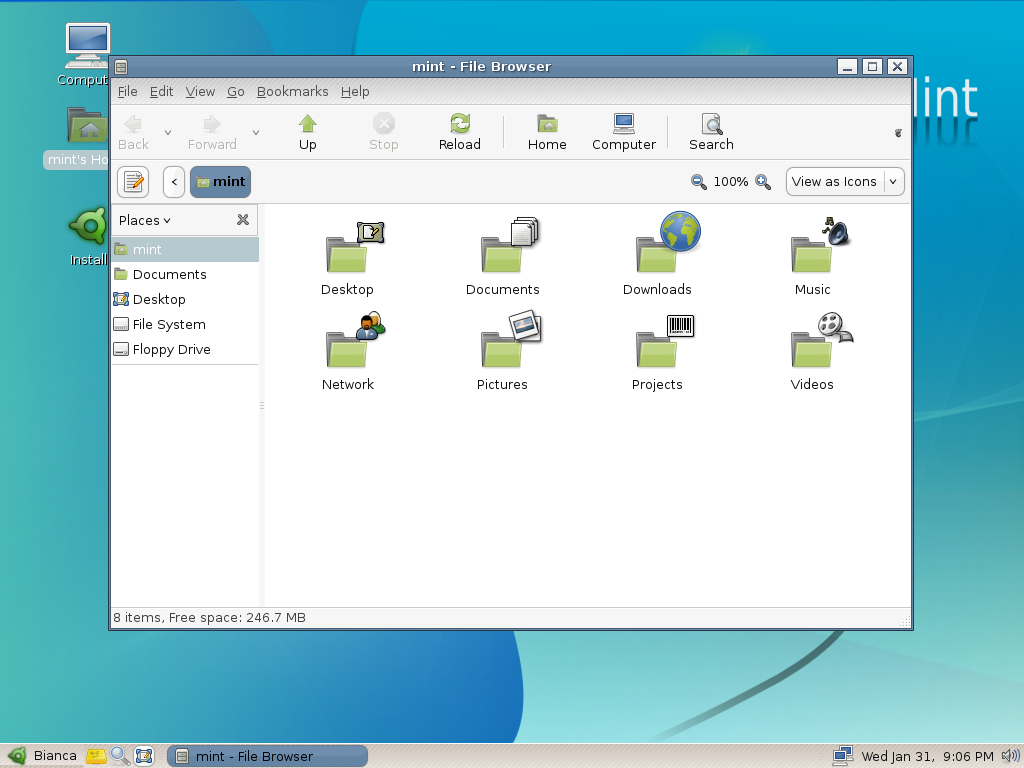
Linux Mint 2.2 (Bianca)
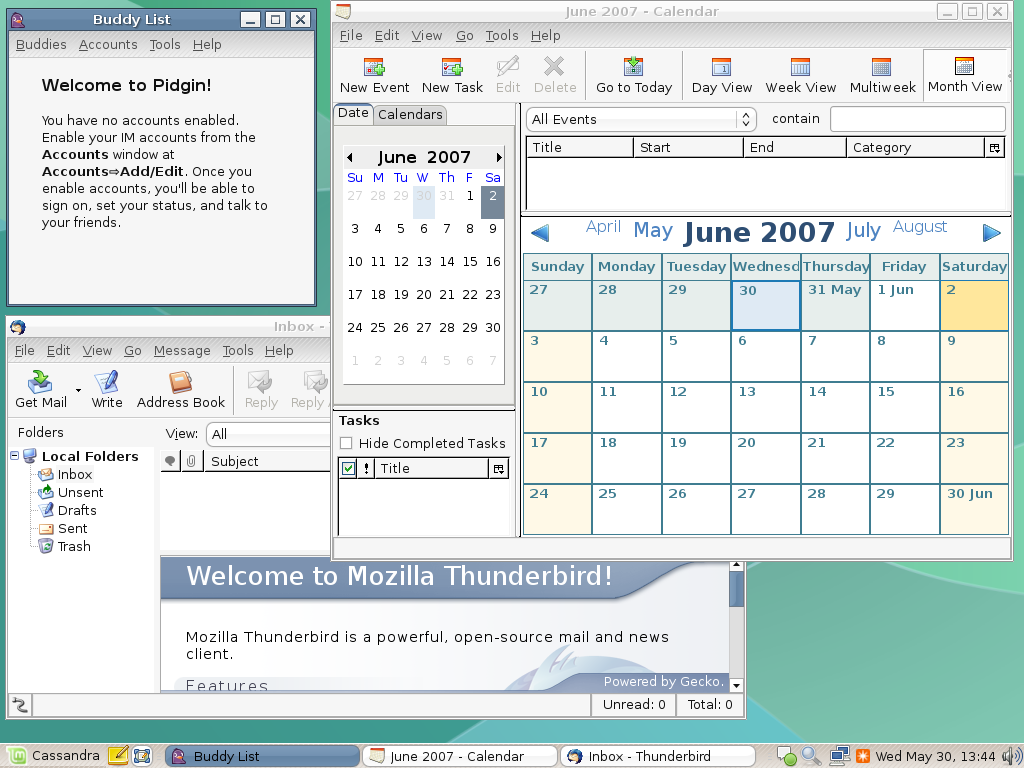
Linux Mint 3.1 (Celena)
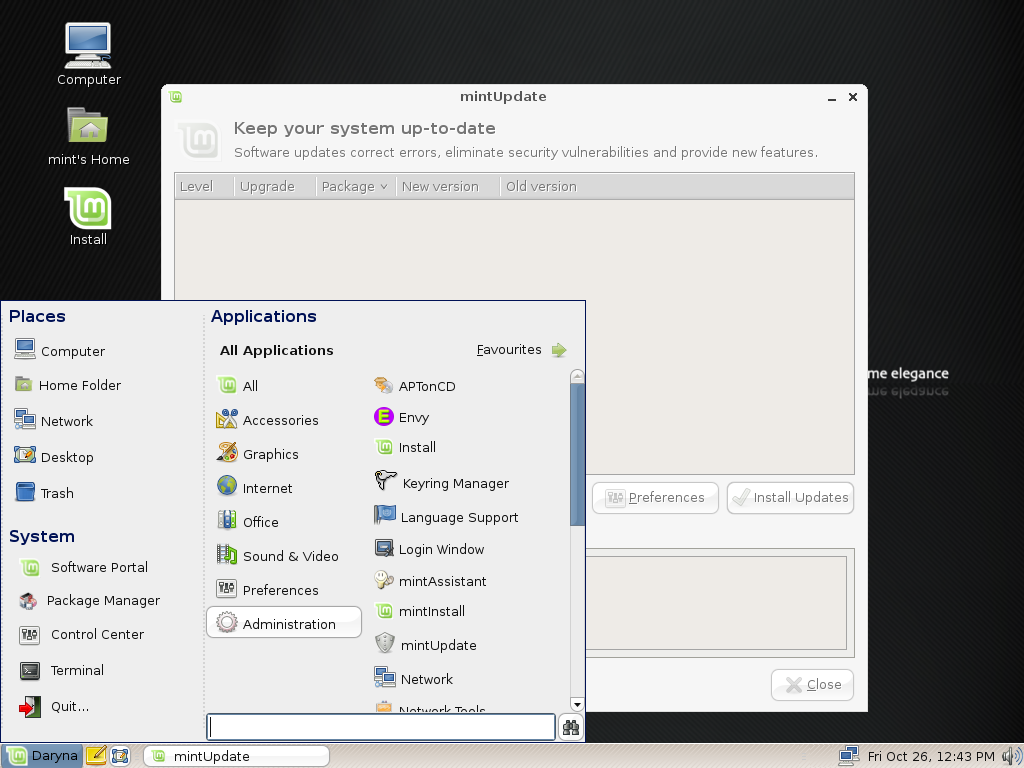
Linux Mint 4.0 (Daryna)
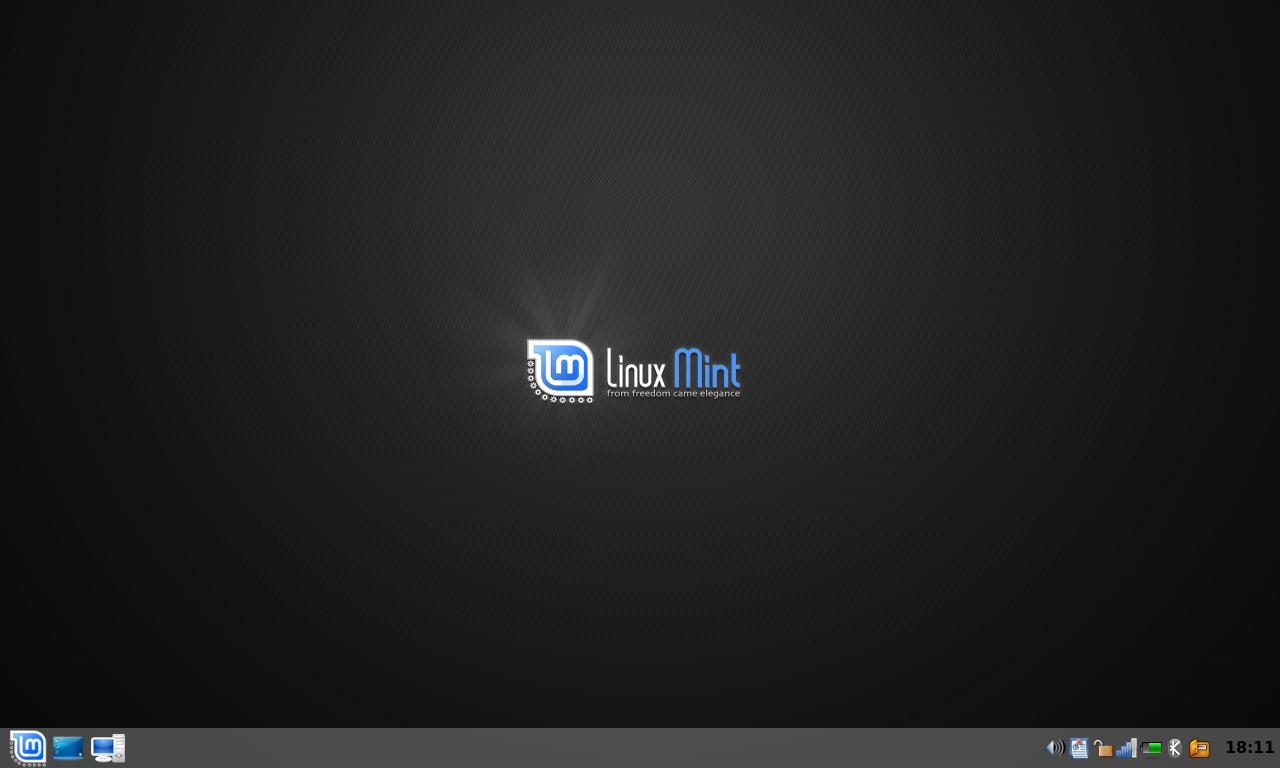
Linux Mint 5 (Elyssa)
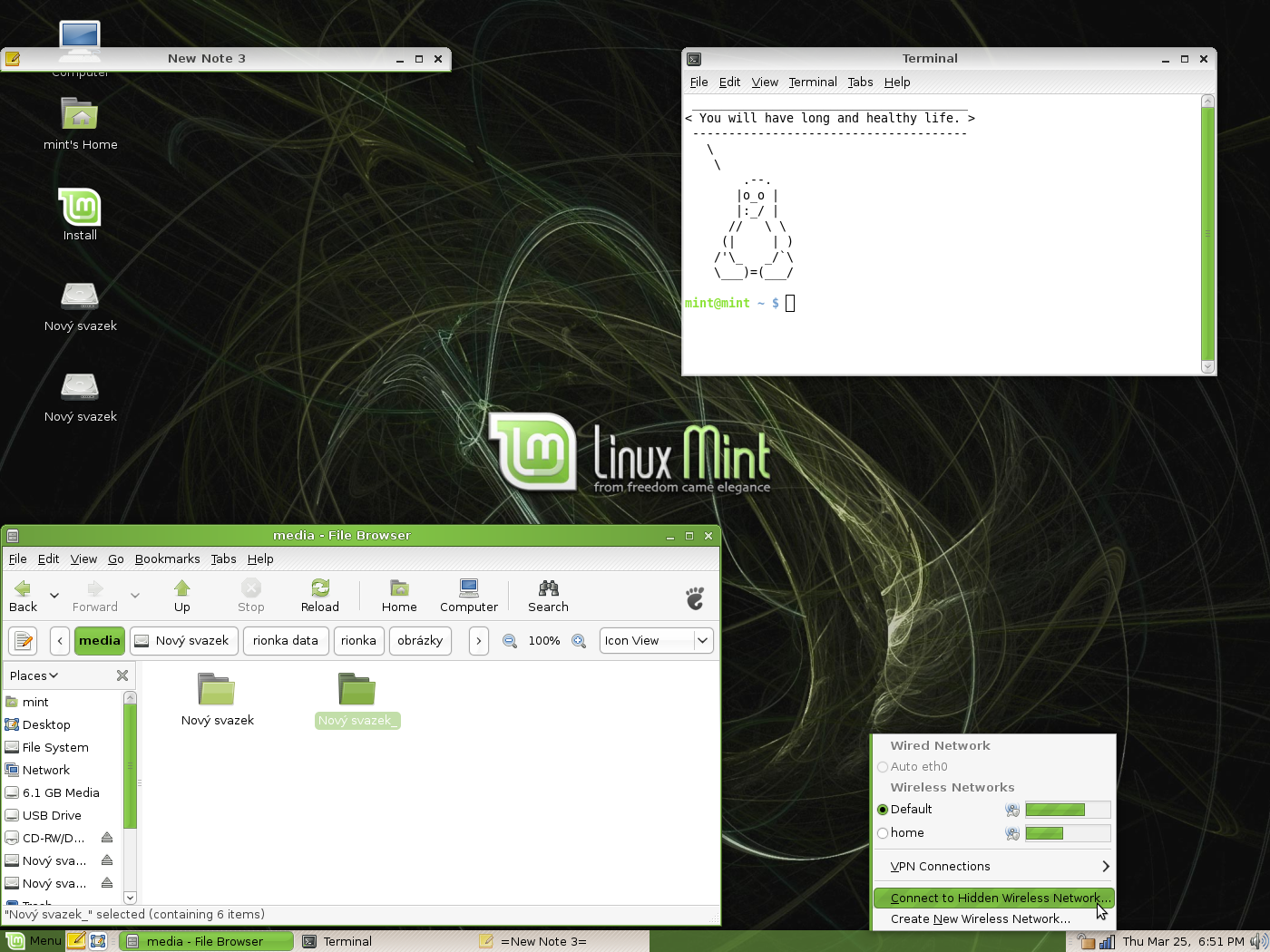
Linux Mint 6 (Felicia)
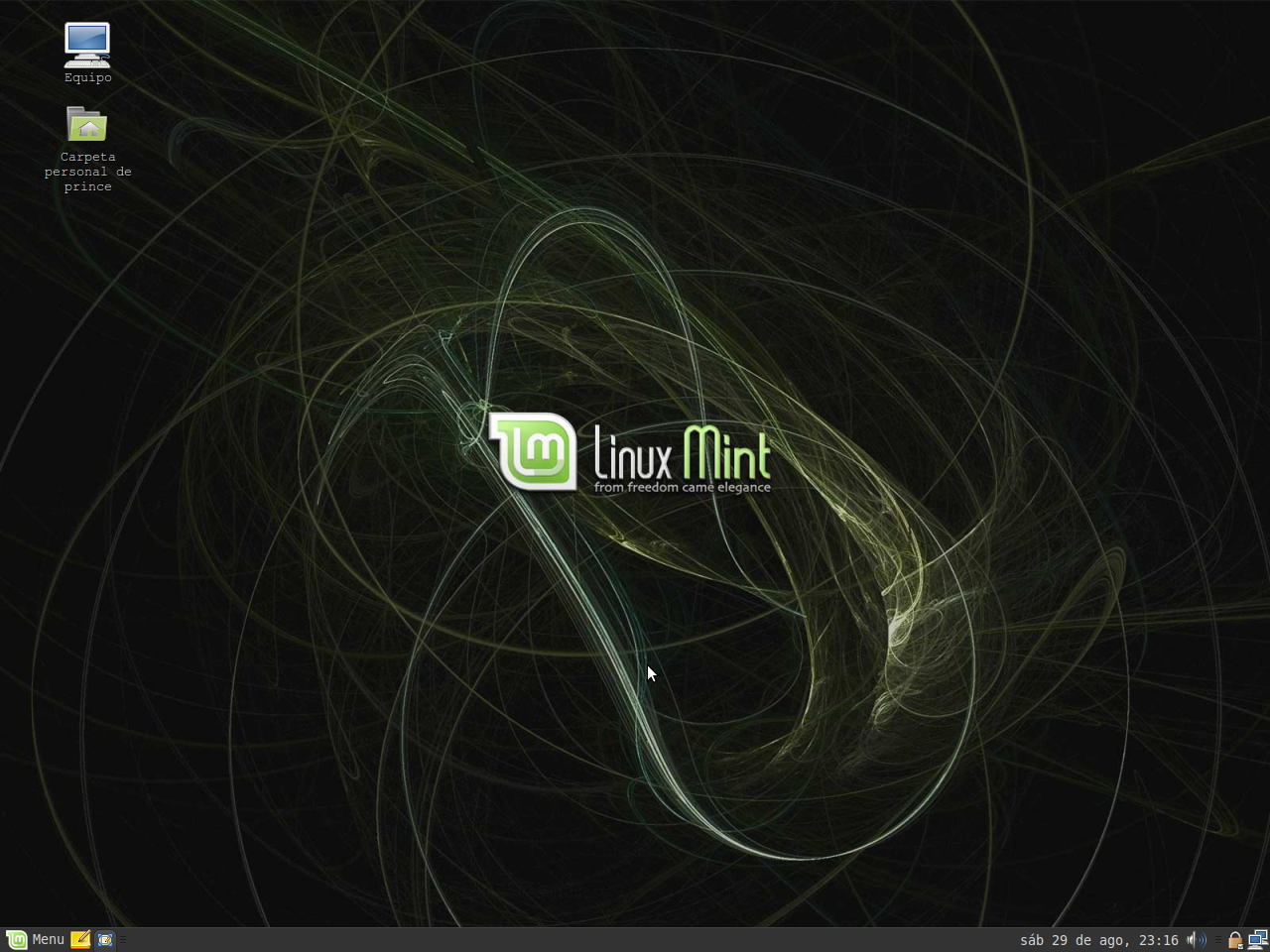
Linux Mint 7 (Gloria)
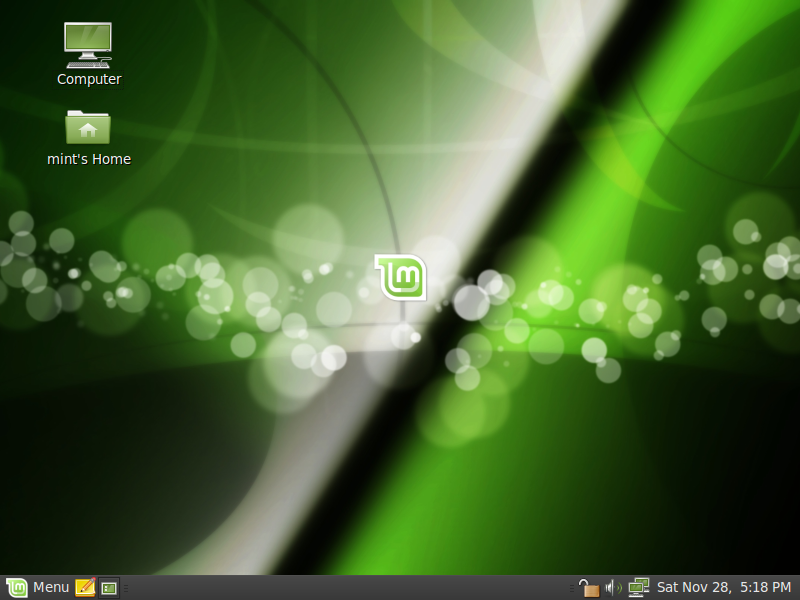
Linux Mint 8 (Helena)
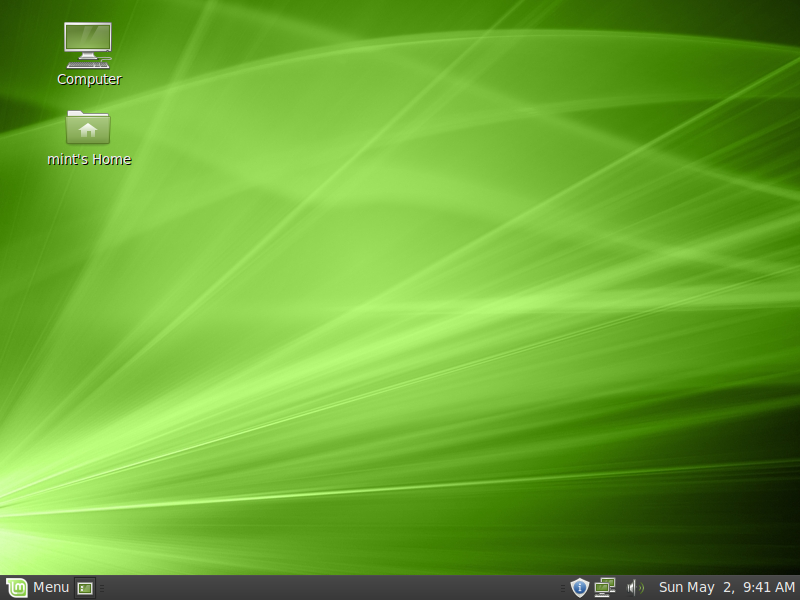
Linux Mint 9 (Isadora)
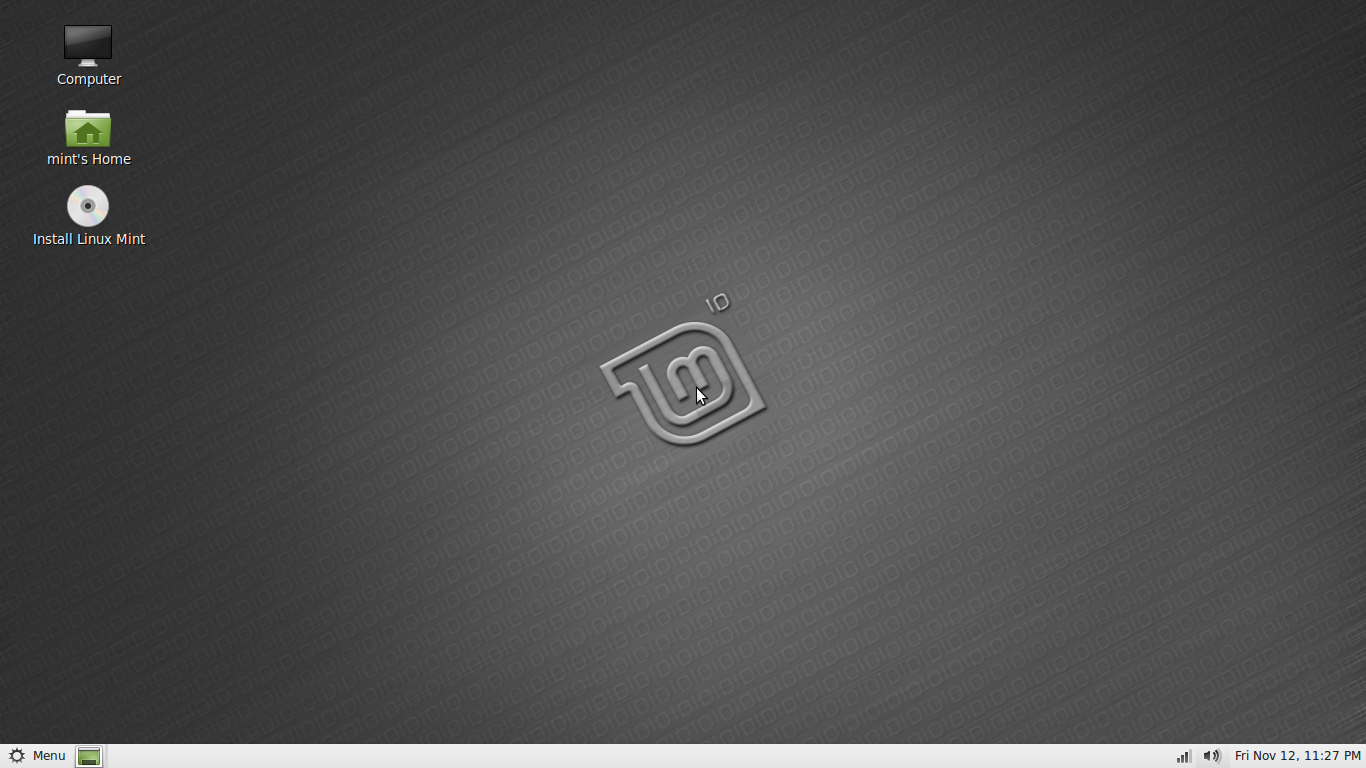
Linux Mint 10 (Julia) mit Gnome
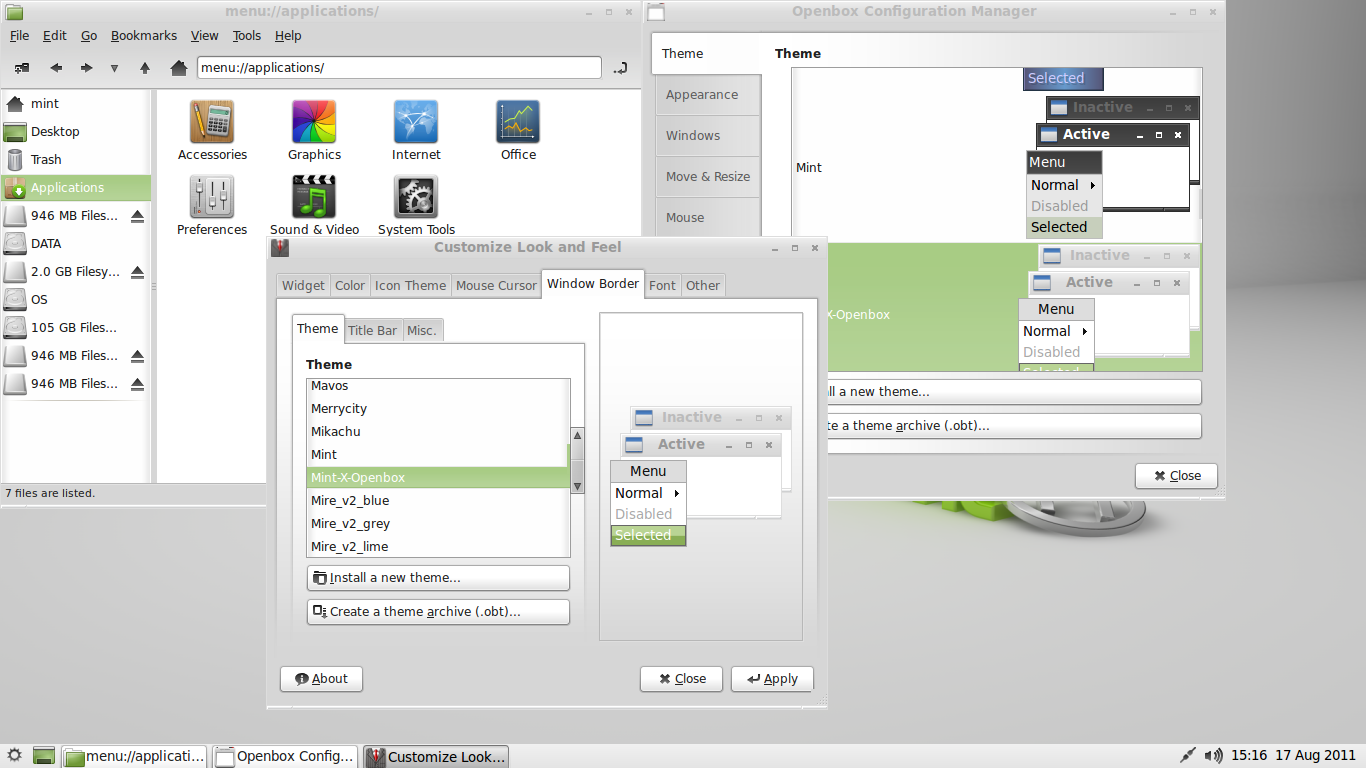
Linux Mint 11 (Katya) mit LXDE
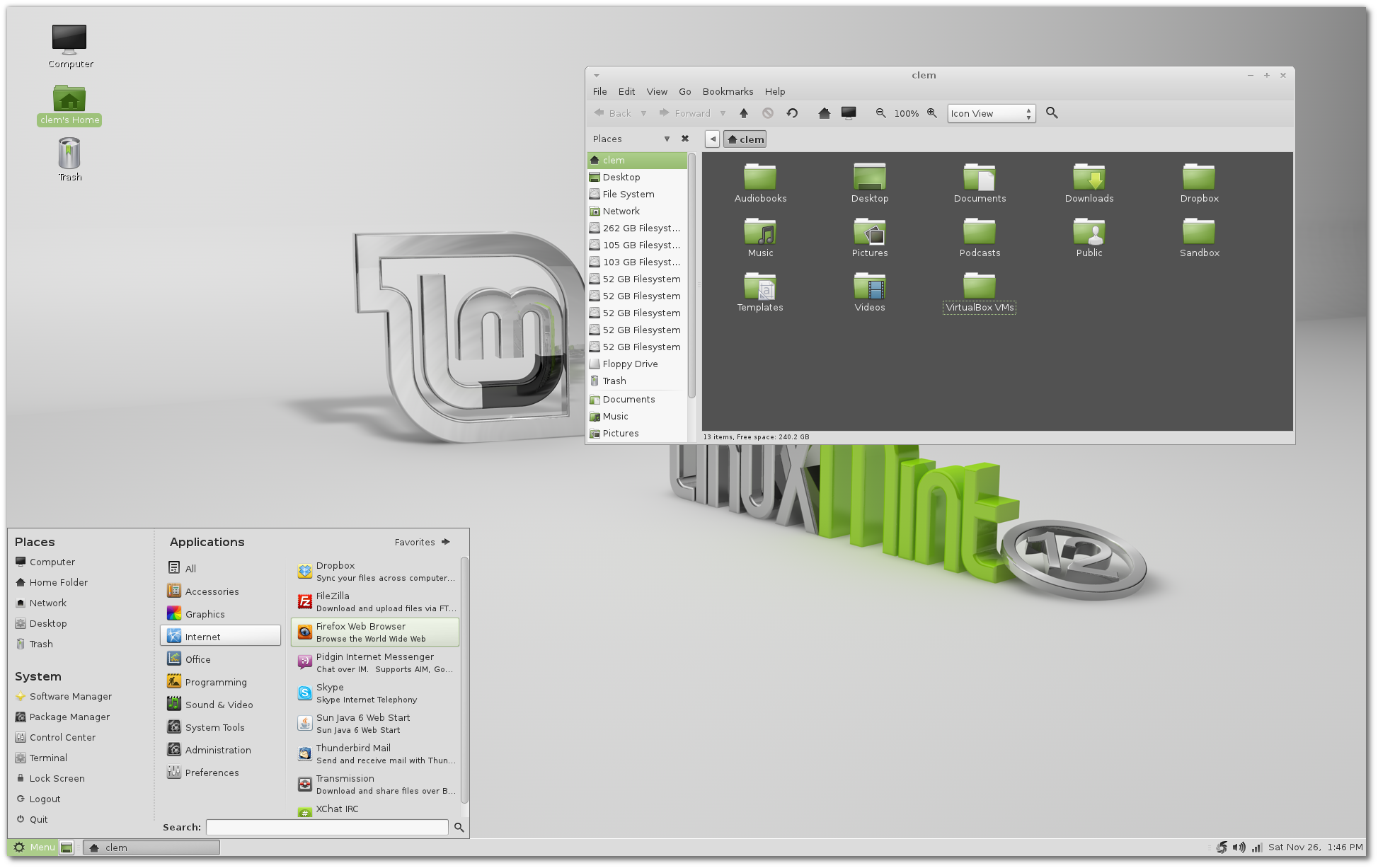
Linux Mint 12 (Lisa) mit MATE
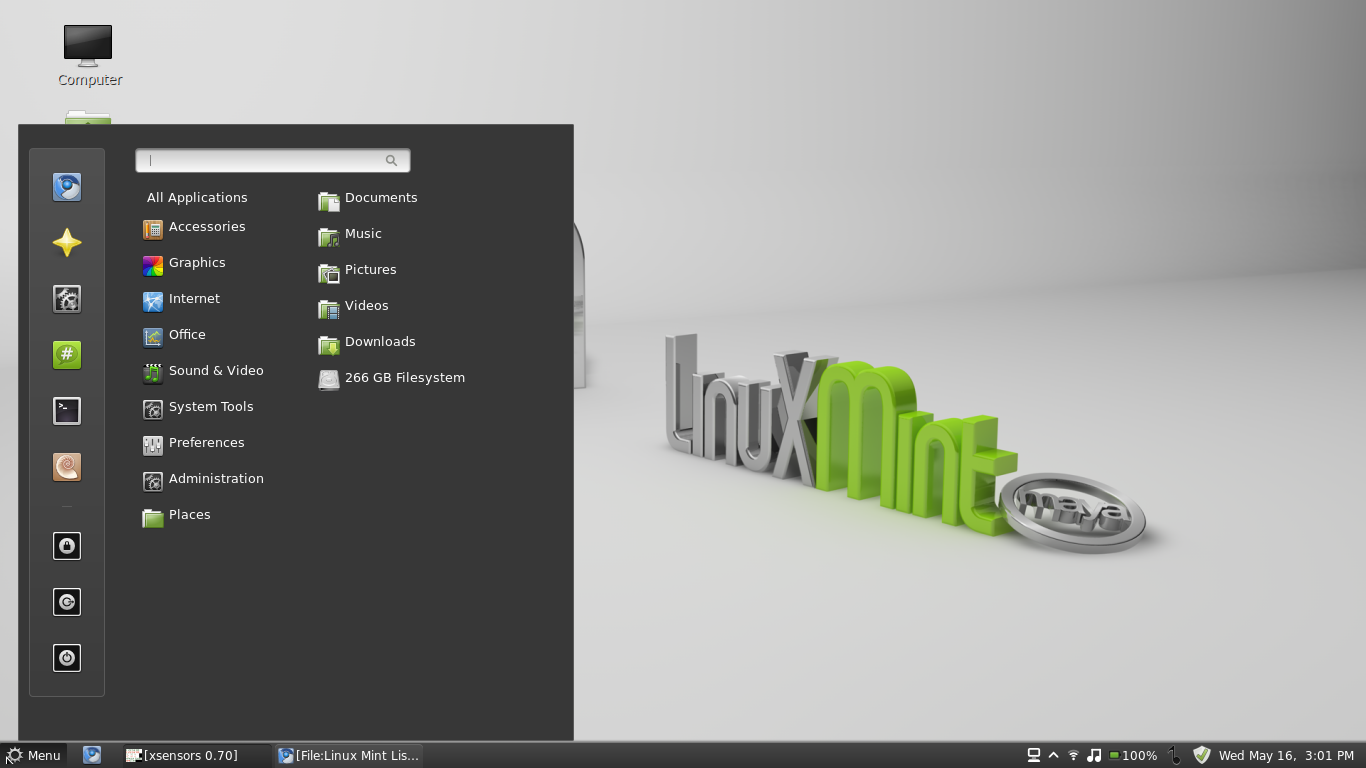
Linux Mint 13 (Maya) mit Cinnamon
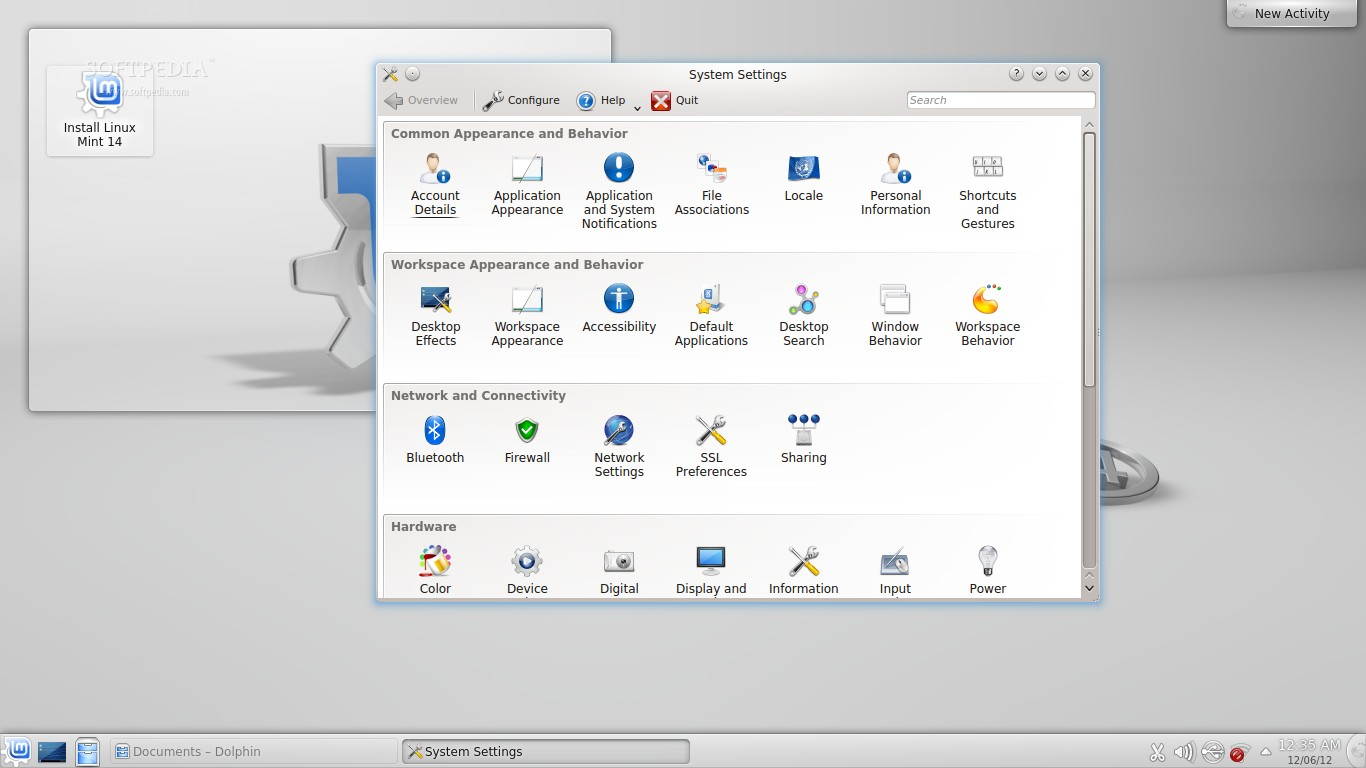
Linux Mint 14 (Nadia) mit KDE
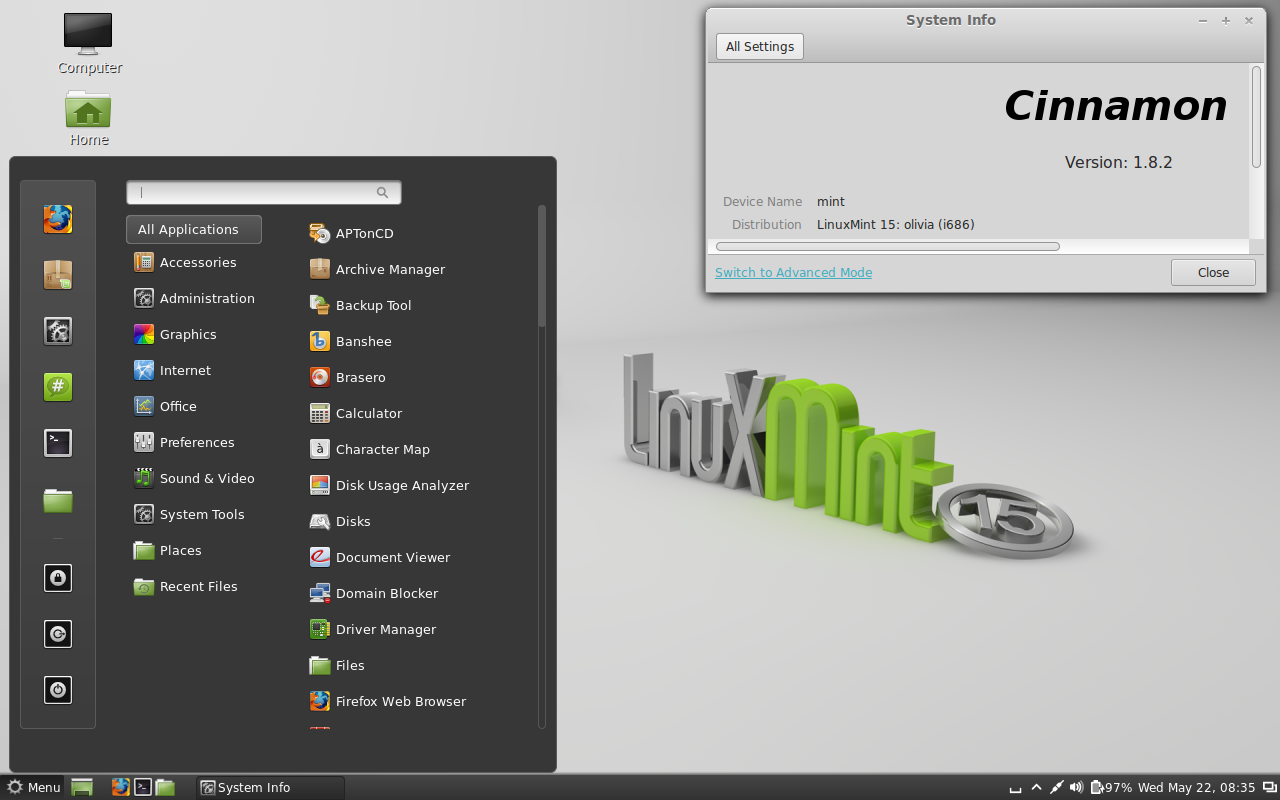
Linux Mint 15 (Olivia)
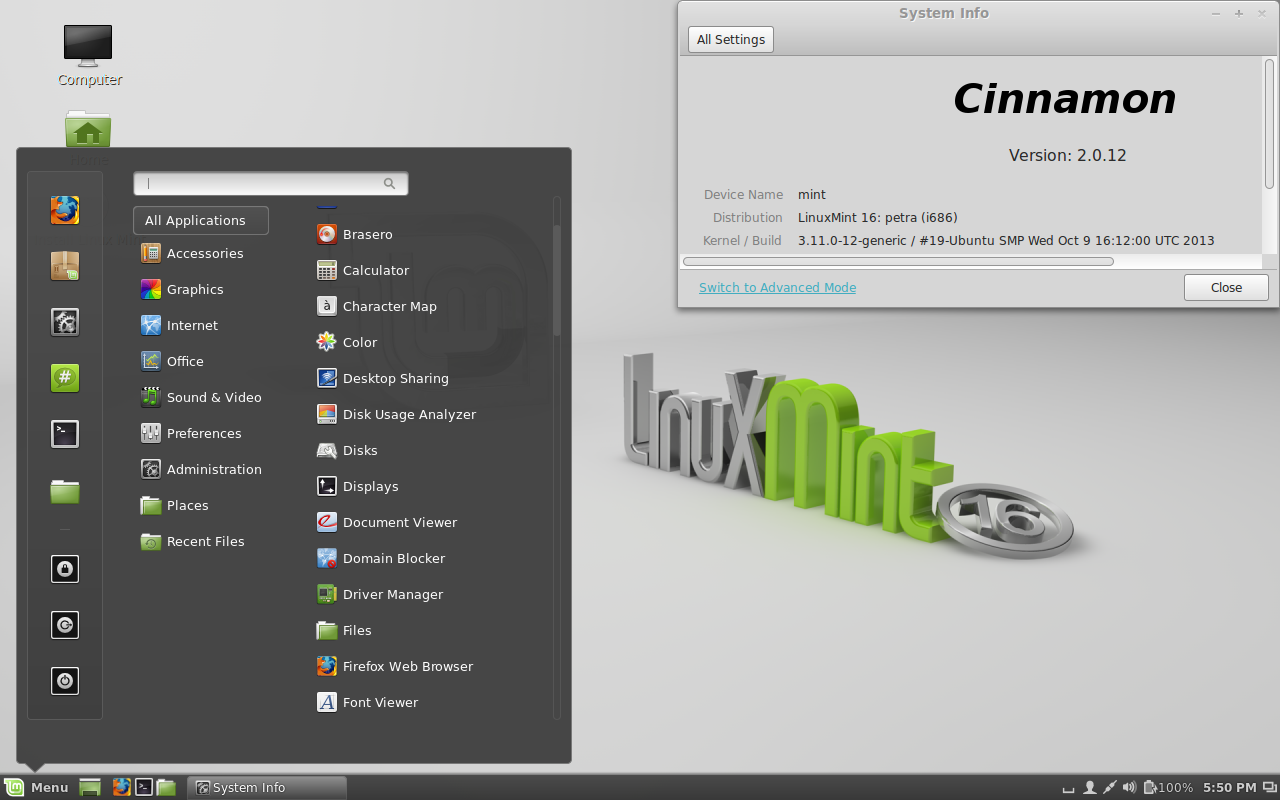
Linux Mint 16 (Petra)
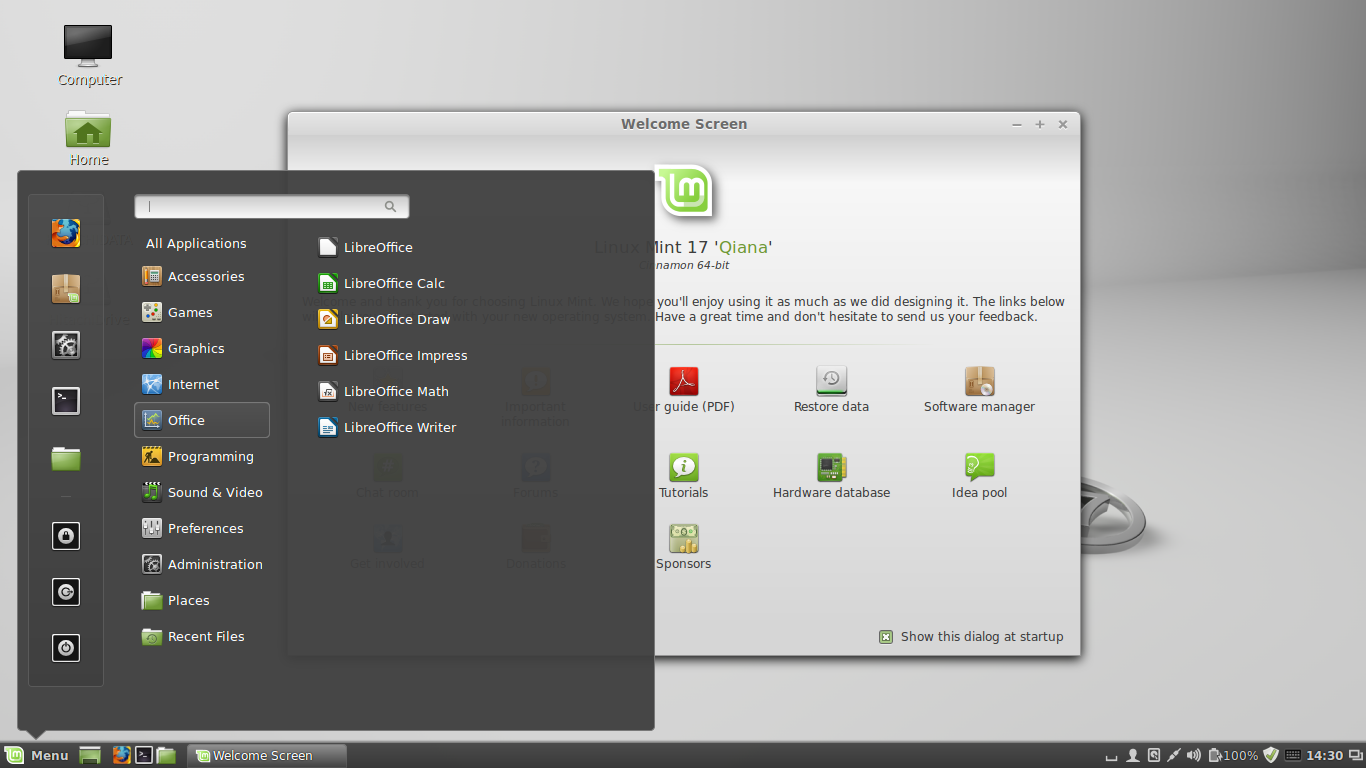
Linux Mint 17 (Qiana)
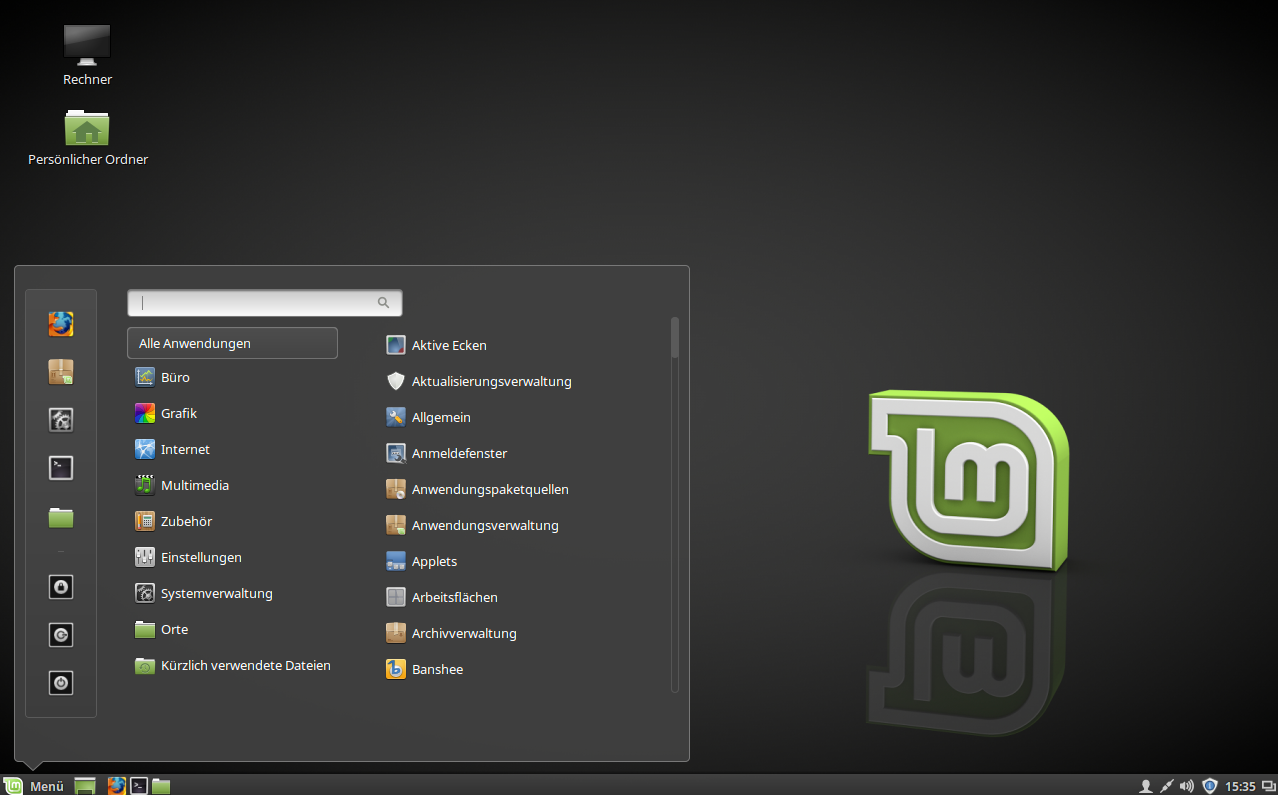
Linux Mint 18 (Sarah)
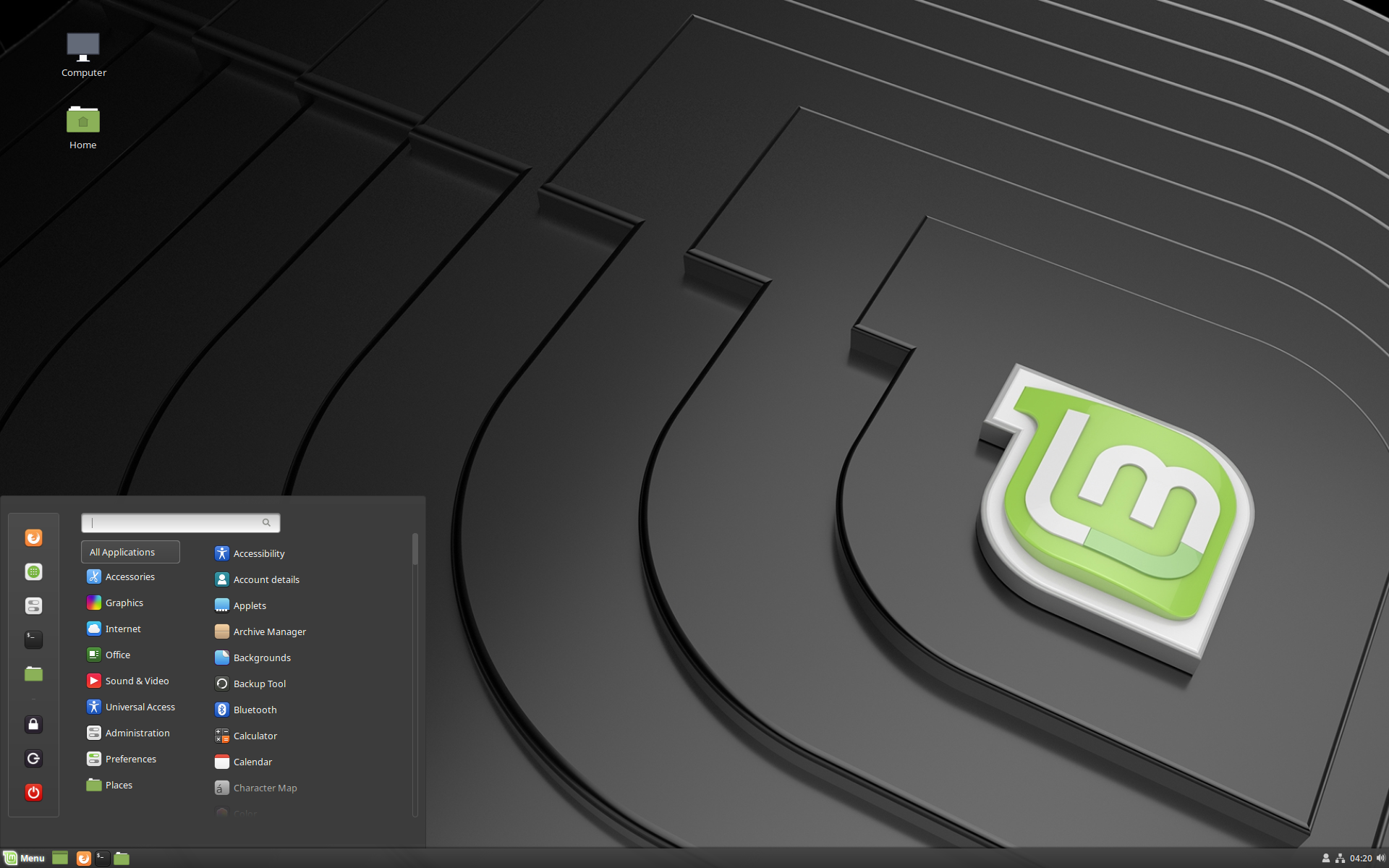
Linux Mint 19 (Tara) mit Cinnamon
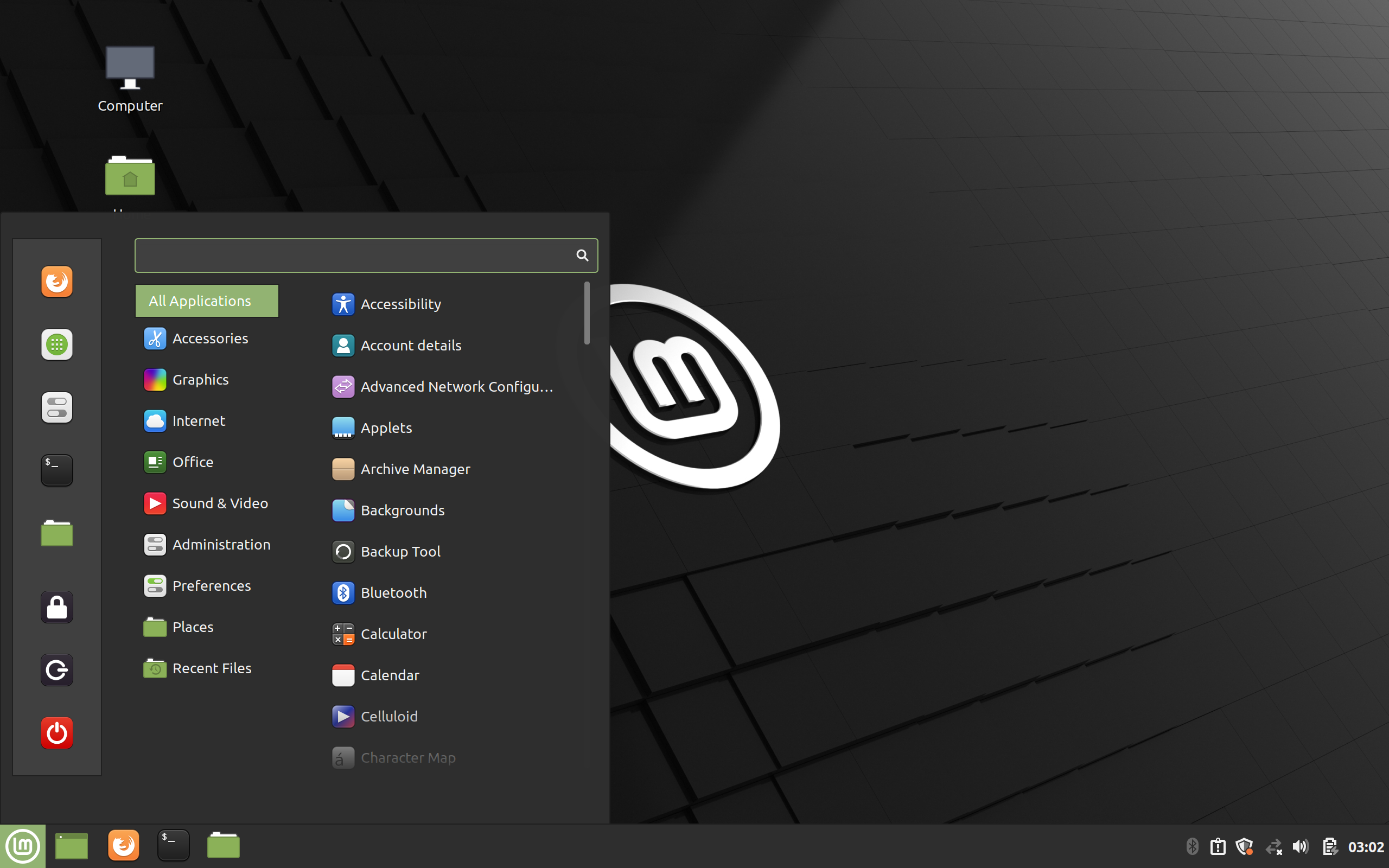
Linux Mint 20 (Ulyana) mit Cinnamon
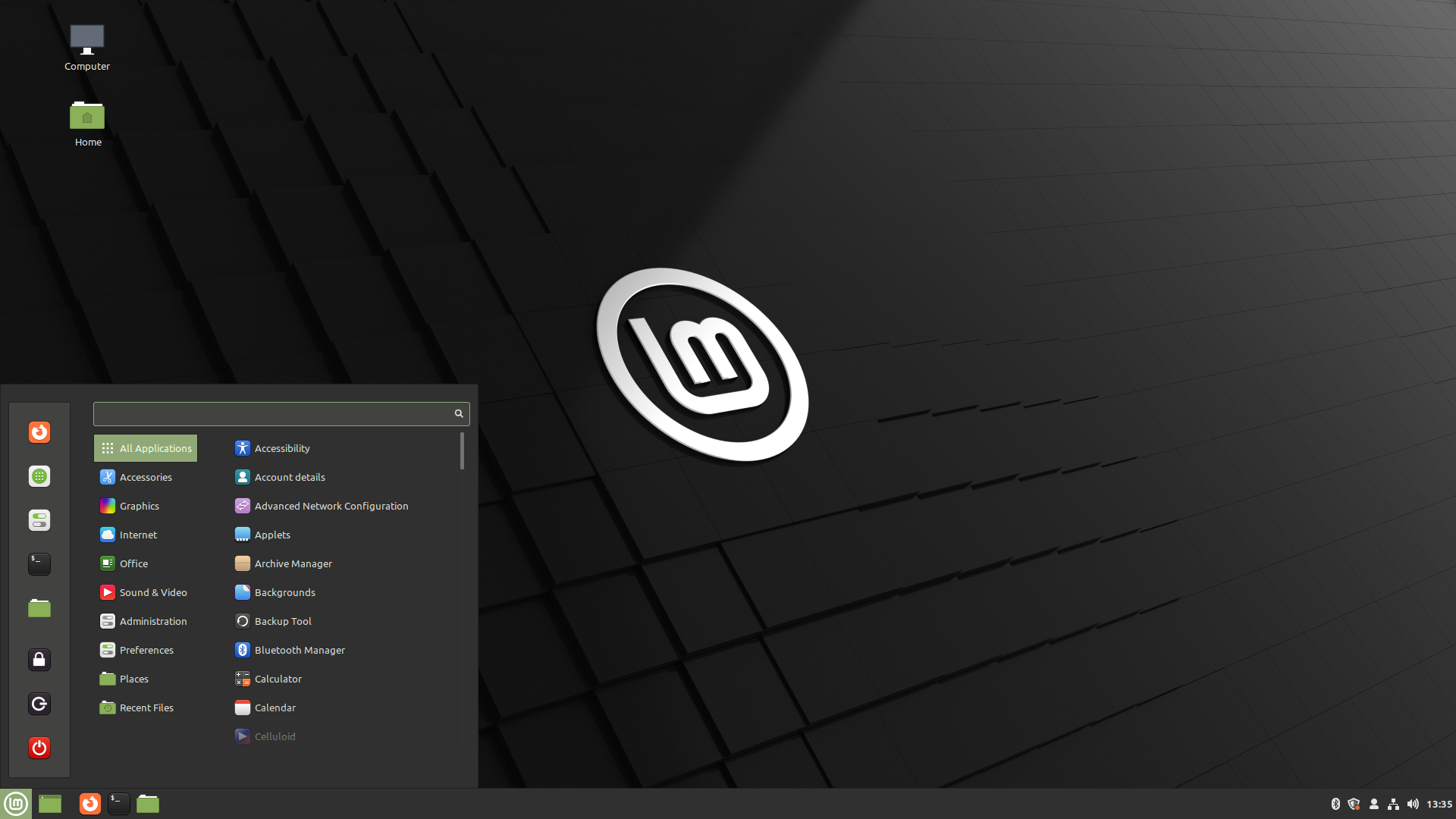
Linux Mint 21 (Vanessa)
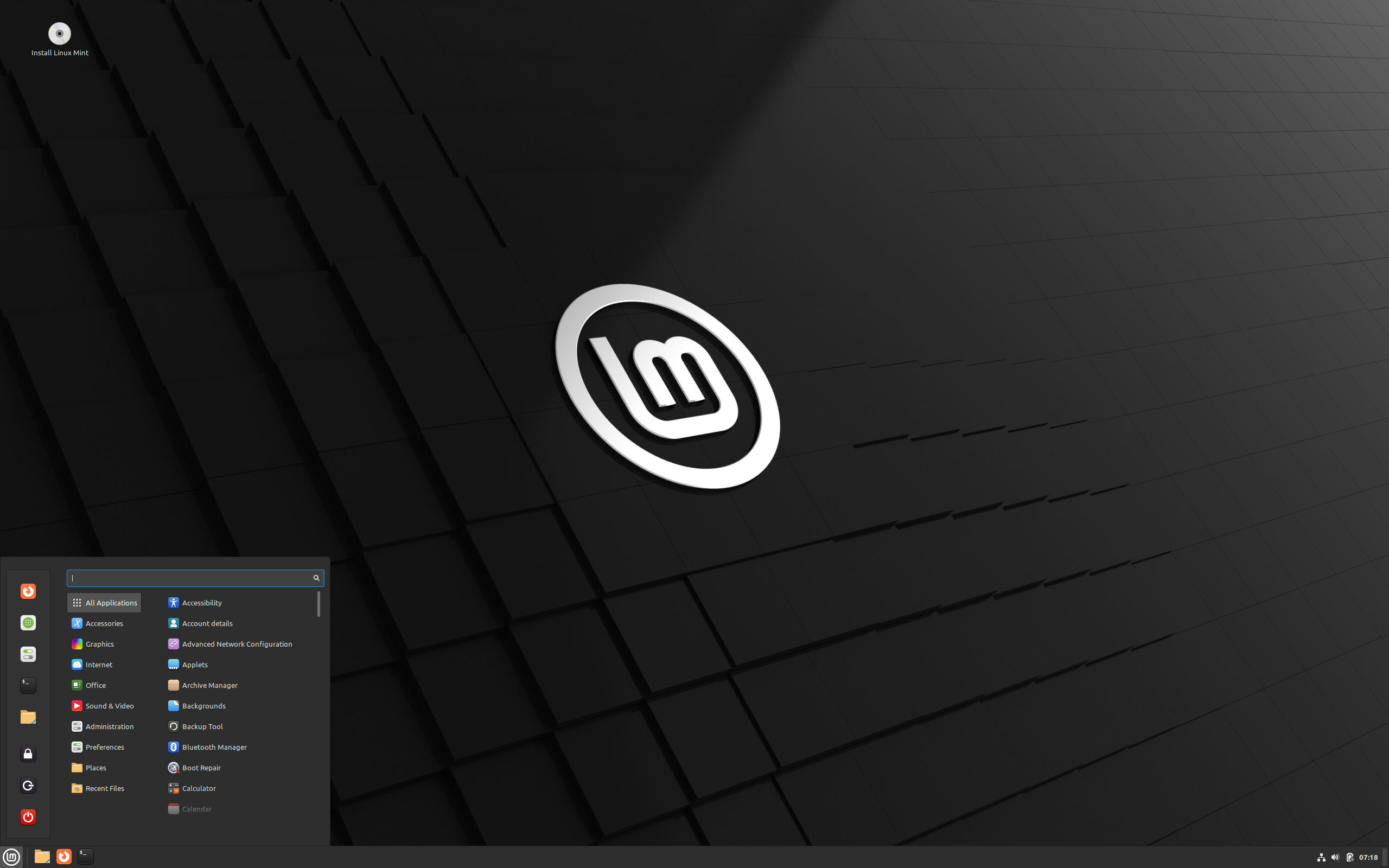
Linux Mint 21.1 (Vera)
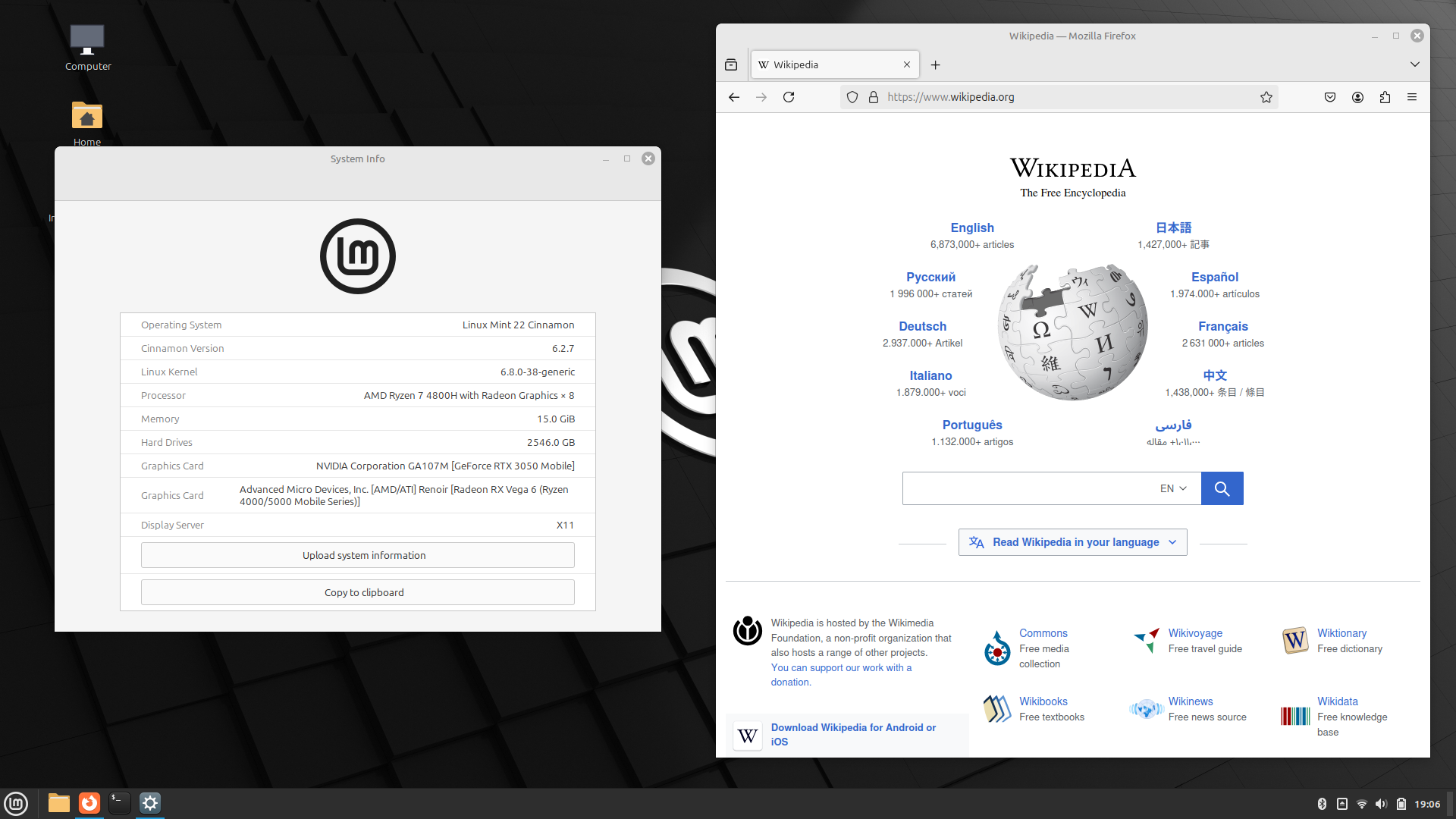
Linux Mint 22 (Wilma)